# Cộng hòa Serbia Krajina
Cộng hòa Serbia Krajina (tiếng Serbia: Република Српска Крајина, đã Latinh hoá: Republika Srpska Krajina, viết tắt RSK) có thể gọi ngắn Serbia Krajina hoặc Krajina, là một nhà nước không được công nhận, tồn tại trong thời gian ngắn ở  Đông Nam Âu. Serbia Krajina có phần lớn lãnh thổ nằm trong khu vực Militärgrenze (Biên giới quân sự) trước đây, gồm các phần hợp thành: Croatia, Slavonia và Danube. Serbia Krajina ra đời là sự phản ứng lại với chính quyền Croatia muốn ly khai khỏi Nam Tư trong khi nguyện vọng người Serb ở Croatia là được ở lại.
Serbia Krajina tồn tại từ năm 1991 đến năm 1995 trên lãnh thổ Cộng hòa Croatia thuộc Cộng hòa Liên bang Xã hội chủ nghĩa Nam Tư. Thủ đô là Knin với dân số 12.331 người. Ngoài Knin còn có các thành phố lớn là Vukovar (44.639 dân) và Petrinja (18.706 dân). Dân số Serbia Krajina là 470.000 người năm 1991 và 435.000 người năm 1993. Diện tích Serbia Krajina hơn 17.000 km², các nguồn khác nhau do quan niệm về giới hạn lãnh thổ.
Năm 1995, Serbia Krajina mất phần lớn lãnh thổ trong chiến dịch quân sự của Croatia Bljesak và Oluja. Tháng 1 năm 1998, theo Hiệp định Erdut dưới sự quản lý của Liên Hợp Quốc, phần còn lại của Serbia Krajina ở Đông Slavonia, Baranja và Tây Srem được hợp nhất vào Cộng hòa Croatia.
Lãnh thổ Serbia Krajina giáp với Cộng hòa Croatia, Hungary, Cộng hòa Liên bang Nam Tư, Cộng hòa Bosnia và Hercegovina và Cộng hòa Srpska.

## Địa lý

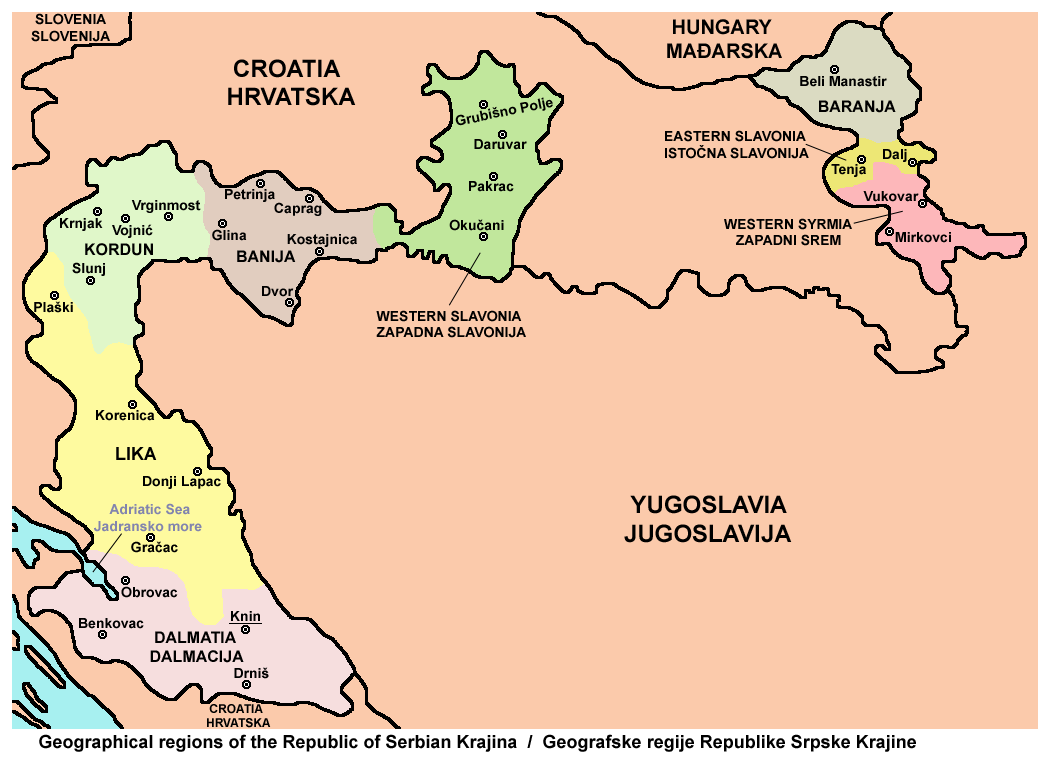
Bản đồ các vùng Serbia Krajina

Serbia Krajina gồm ba lãnh thổ tách rời:
- SAO Krajina[a] (Banija, Kordun, Lika và Bắc Dalmatia), gồm các khu tự quản Benkovac, Vojnić, Vrginmost, Glina, Gračac, Dvor, Drniš, Donji Lapac, Knin, Korenica, Kostajnica, Krnjak, Obrovac, Petrinja, Plaški, Slunj, đô thị Zadar và Caprag của người Serb.
- SAO Zapadna Slavonija (Tây Slavonia) gồm các khu tự quản: Grubišno Polje, Daruvar, Okučani và Podravska Slatina. Phần lớn Tây Slavonia nằm dưới sự kiểm soát của quân đội Croatia kể từ cuối tháng 12 năm 1991 và chỉ thuộc Serbia Krajina trên danh nghĩa.
- SAO Istočna Slavonija, Baranja i Zapadni Srem (Đông Slavonia, Baranja và Tây Srem) gồm các khu tự quản Beli Manastir, Vukovar, Dalj, Mirkovci và Tenja.

Theo Hiến pháp Serbia Krajina, đơn vị hành chính là opština (khu tự quản), theo quy định gồm khu trung tâm và các vùng phụ cận xung quanh. Serbia Krajina có tổng cộng 28 opština.
Serbia Krajina gồm sáu khu vực lịch sử-địa lý triển khai các quân đoàn tương ứng, và dân số ước tính dựa trên đó.
- Bắc Dalmatia - diện tích 3.450 km².[7] Ranh giới phía bắc giáp Velebit, phía đông Dinara, phía nam Kosovo Polje và Petrovo Polje, phía tây Zadar và bờ biển Adriatic. Khu vực này gồm các khu tự quản Knin, Benkovac, Obrovac, Drnis và Serbian Zadar.[9]
- Lika - diện tích 4.808 km².[7] Ranh giới phía bắc giáp thị trấn Plaški, phía đông sông Una, phía nam sông Zrmanja và phía tây là dòng Medak - Teslingrad. Lika nằm giữa các ngọn núi Velebit, Plješevica và Mala Kapela. Trong khu vực có Hồ Plitvice. Lika gồm các khu tự quản Korenica, Donji Lapac, Gracac và Plaski.[10]
- Kordun - diện tích 2.306 km².[7] Ranh giới phía bắc giáp sông Kupa, phía đông sông Glina, Bosnia và Hercegovina, phía nam là các dãy núi Plješevica và Mala Kapela, phía tây là sông Mrežnica và sông Korana. Kordun gồm các khu tự quản Slunj, Krnjak, Vrginmost và Vojnić. Thị trấn Topusko là nơi kinh tế phát triển nằm trong khu vực này.[11]
- Banija - diện tích 3.456 km².[7] Ranh giới chính xác vẫn chưa được xác định. Banjia gồm các khu tự quản Glina, Petrinja, Kostajnica, Dvor na Uni và một phần đô thị Sisak.[12]
- Tây Slavonia - diện tích 5.062 km², Serbia Krajina chỉ kiểm soát được 558 km²[7] vì vào mùa thu năm 1991, quân đội Croatia tấn công và giành quyền kiểm soát hầu hết các khu vực. Ranh giới Tây Slavonia là từ phía bắc sông Drava, phía đông xung quanh là các khu tự quản Donji Miholjac và Orahovica, phía nam là sông Sava và phía tây là sông Ilok. Khu vực gồm các khu tự quản Okučani, Pakrac, Daruvar, Grubišno Polje, Podravska Slatina, một phần Virovitica, Orahovica và Slavonska Požega. Tuy nhiên, trên thực tế, Serbia Krajina chỉ có quyền kiểm soát đối với Okučani và một phần Pakrac.[13]
- Đông Slavonia, Baranja và Tây Srem - diện tích 2.511 km².[7] Ranh giới phía bắc giáp Hungary, phía đông giáp Nam Tư, phía nam giáp sông Danube và sông Sava, phía tây giáp dòng Osijek - Vinkovci, nằm dưới sự kiểm soát của Croatia. Khu vực gồm các khu tự quản Beli Manastir, Vukovar, Dalj, Mirkovci và Tenja, cũng như một phần Osijek, Vinkovci và Zupanja.[14]

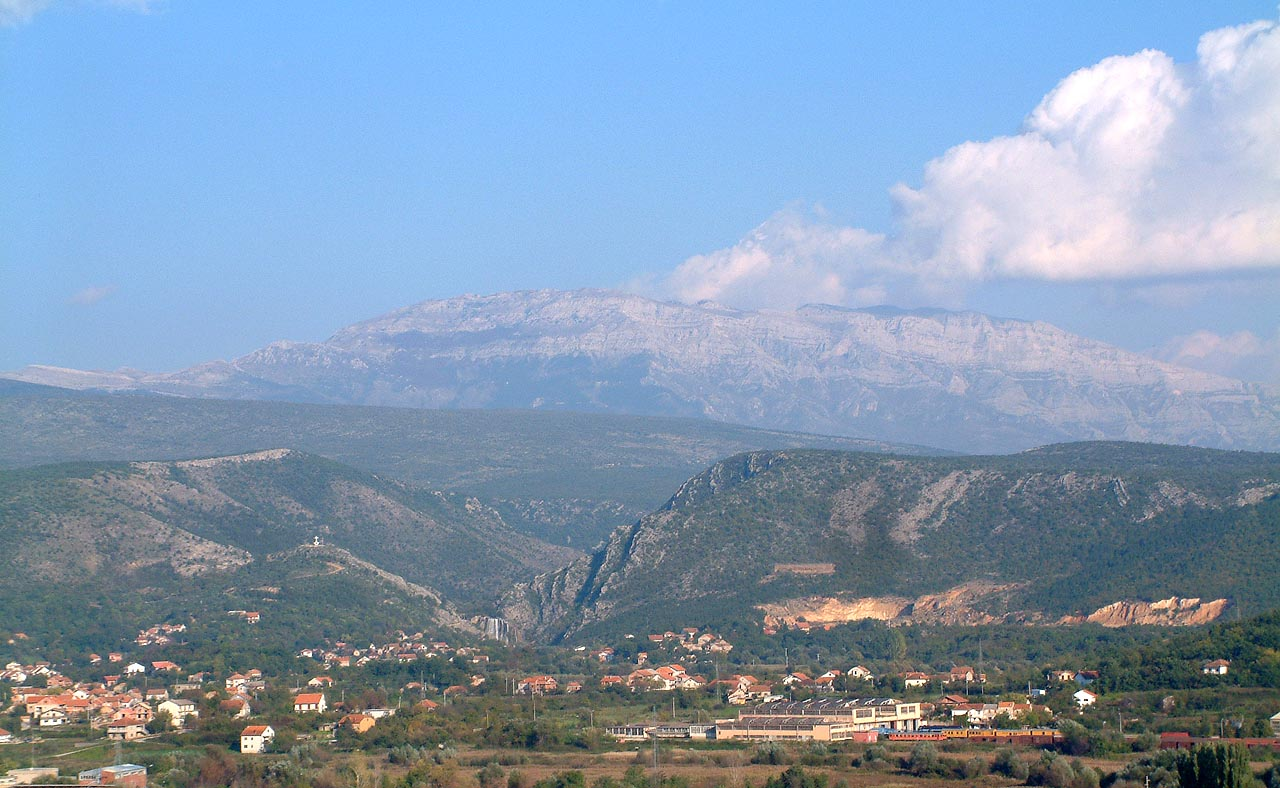
Dinara, nhìn từ Knin
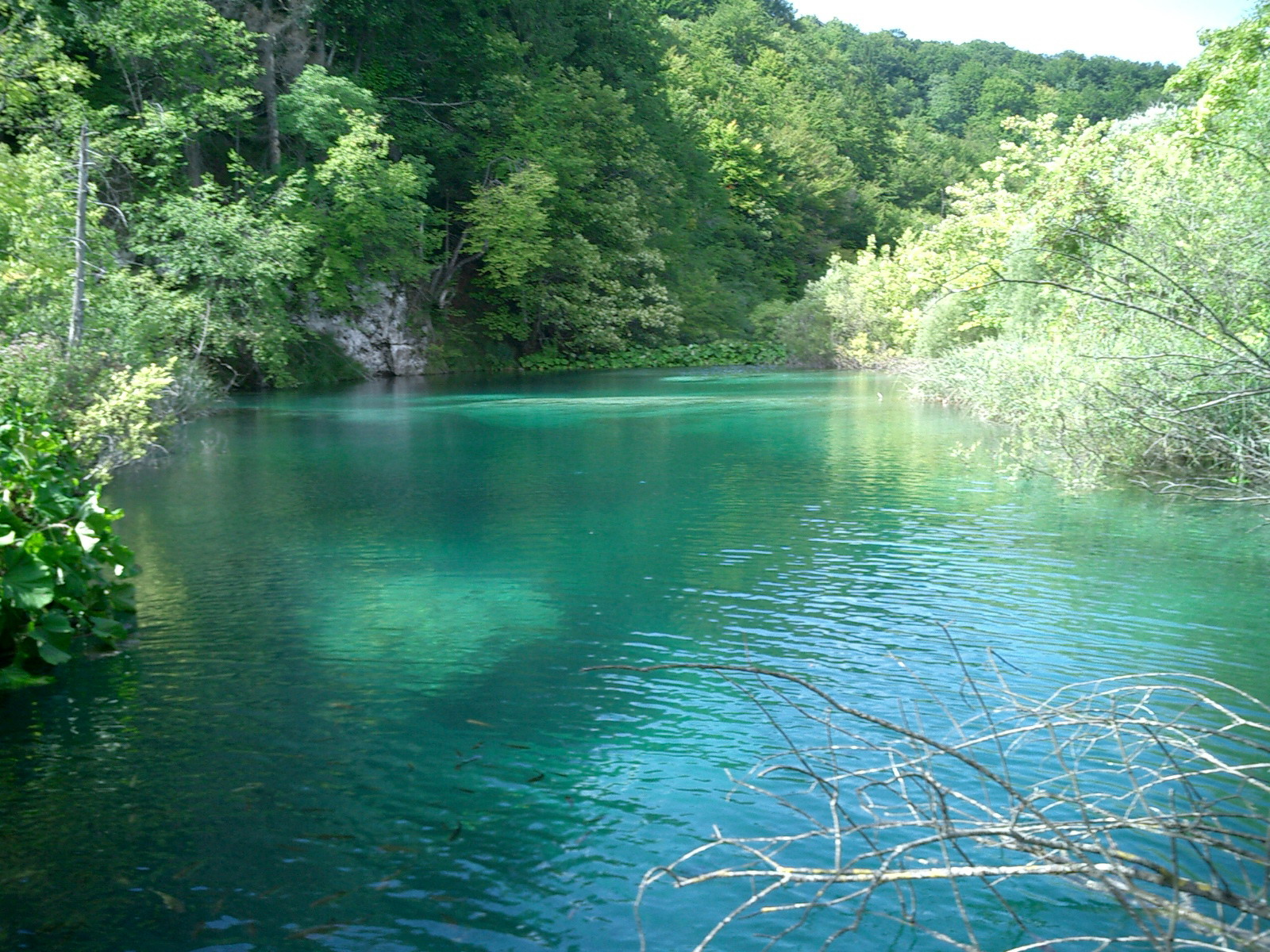
Hồ Plitvice
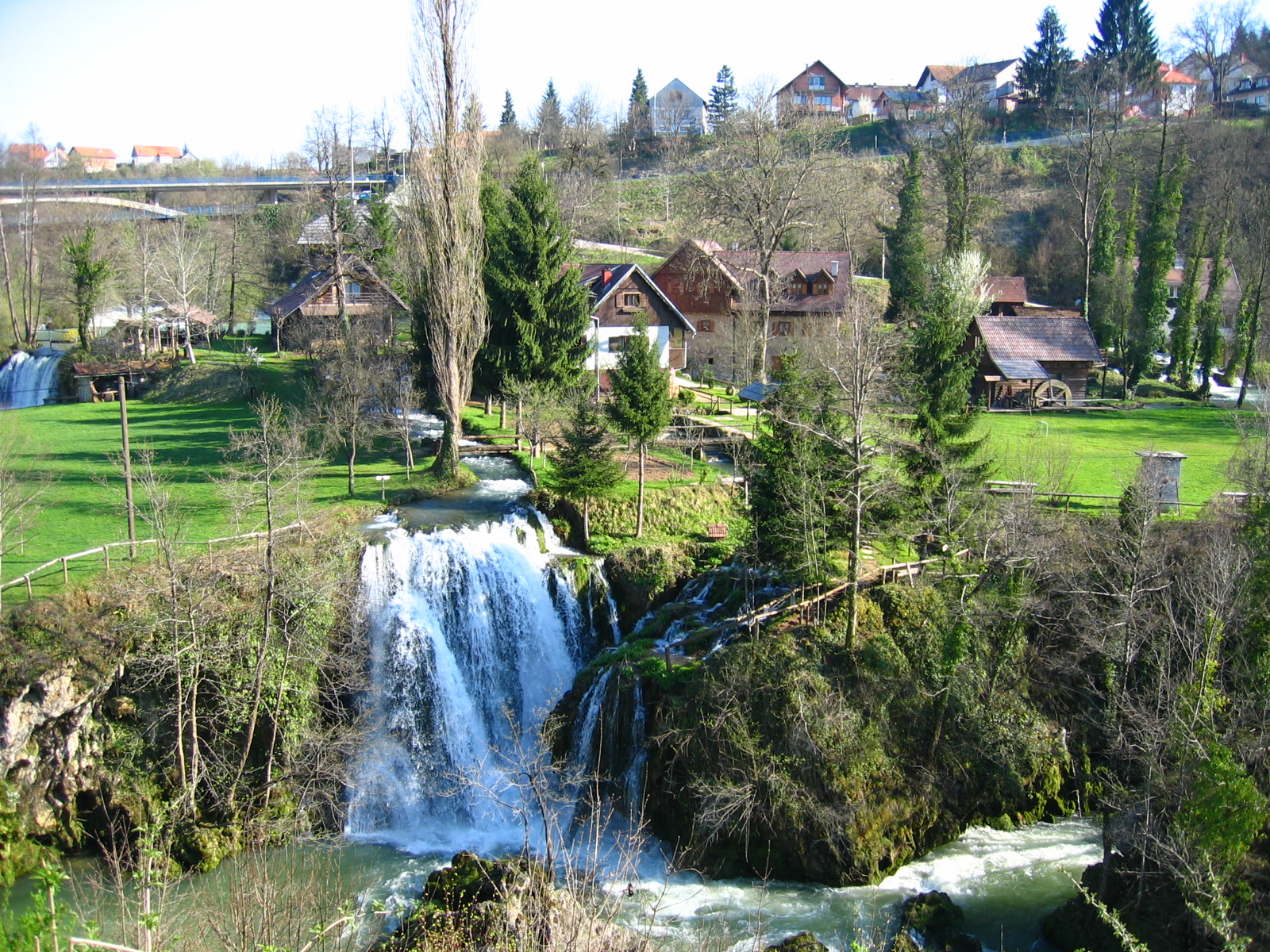
Thác Rastoke
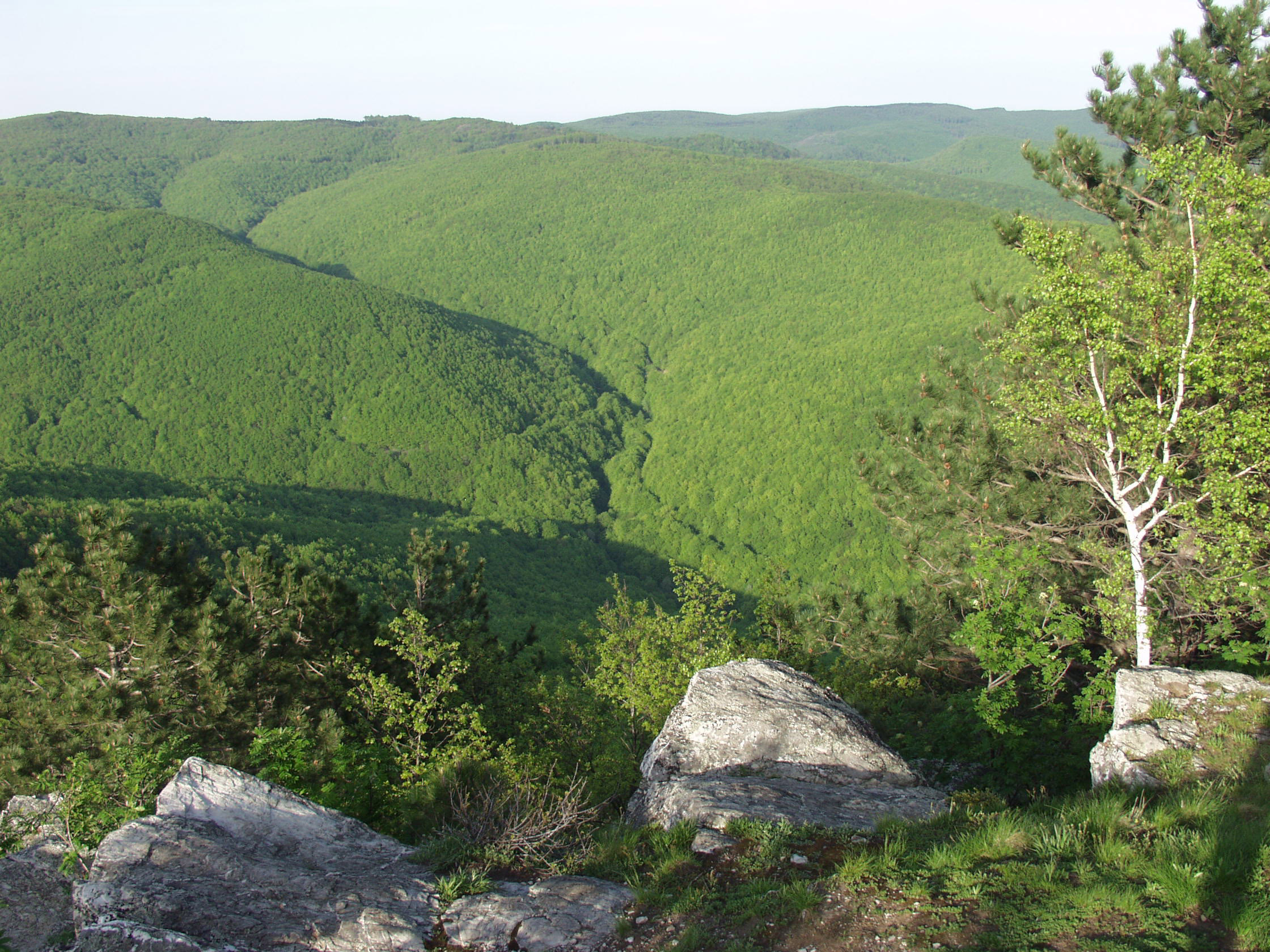
Rừng ở Papuk

## Lịch sử

### Biên giới quân sựMilitärgrenze
Người Serb đã sinh sống tại vùng đất về sau là Serbia Krajina từ thời Trung Cổ, trước khi Đế quốc Ottoman bắt đầu xâm lược bán đảo Balkan. Văn thư cổ đề cập đến người Serb ở Srem, Slavonia và Dalmatia có từ thế kỷ 7. Khi ấy, người Serb chủ yếu định cư ở các khu vực phía nam Dalmatia, và lập ra một số công quốc. Tu viện Serbia đầu tiên lập nên trên lãnh thổ Vương quốc Dalmatia và Croatia là Tu viện Krupa, theo truyền thống được xây dựng năm 1317. Tu viện do các tu sĩ từ Tu viện Krupa trên Vrbas xây dựng dưới sự bảo trợ của các vua Serbia Stefan Milutin, Stefan Dečanski và Stefan Dušan. Cũng trong khoảng thời gian ấy, công nương Jelena Nemanjić Šubić, em gái của Stefan Dušan và phu nhân của lãnh chúa Croatia Mladen III Šubić, lập ra Tu viện Krka.
Sau khi Đế quốc Ottoman chinh phục Serbia và Bosnia, số lượng người Serb ở Krajina tăng lên đáng kể, nhiều người Croat rời đi đến các thành phố trên bờ biển Adriatic hoặc các khu vực trung tâm Croatia và Hungary. Sau khi quân Ottoman chiếm thành Jajce lần thứ nhất, 18.000 hộ dân Serb chuyển đến các quận Lika và Krbava. Vua Hungary Matthias Corvinus miễn thuế và bảo đảm quyền tự do tôn giáo cho họ, nhưng người Serb có nghĩa vụ bảo vệ biên giới trước sự đe dọa của Ottoman. Về sau, người tị nạn Serb ở Krajina dâng đất cho Quân chủ Habsburg để nhận lấy địa vị dân biên viễn, đổi lại việc biên giới được bảo vệ.
Theo một số nhà nghiên cứu, nhà Habsburgs coi Militärgrenze (Biên giới quân sự) là nơi cung ứng quân nghĩa vụ. Cứ bảy dân thường ở Krajina thì có một người làm lính gác tiền đồn, trong khi tỷ lệ binh lính so với dân ở toàn đế chế là 1:64. Militärgrenze trong suốt thời gian tồn tại đã được thay đổi và chuyển đổi nhiều lần. Cuối thế kỷ 19, Militärgrenze bị bãi bỏ. Năm 1882, các vùng trong đó được đặt dưới quyền quản lý của Vương quốc Croatia và Slavonia trong Cương thổ thánh Stephan (Hungary).

### 1881—1918

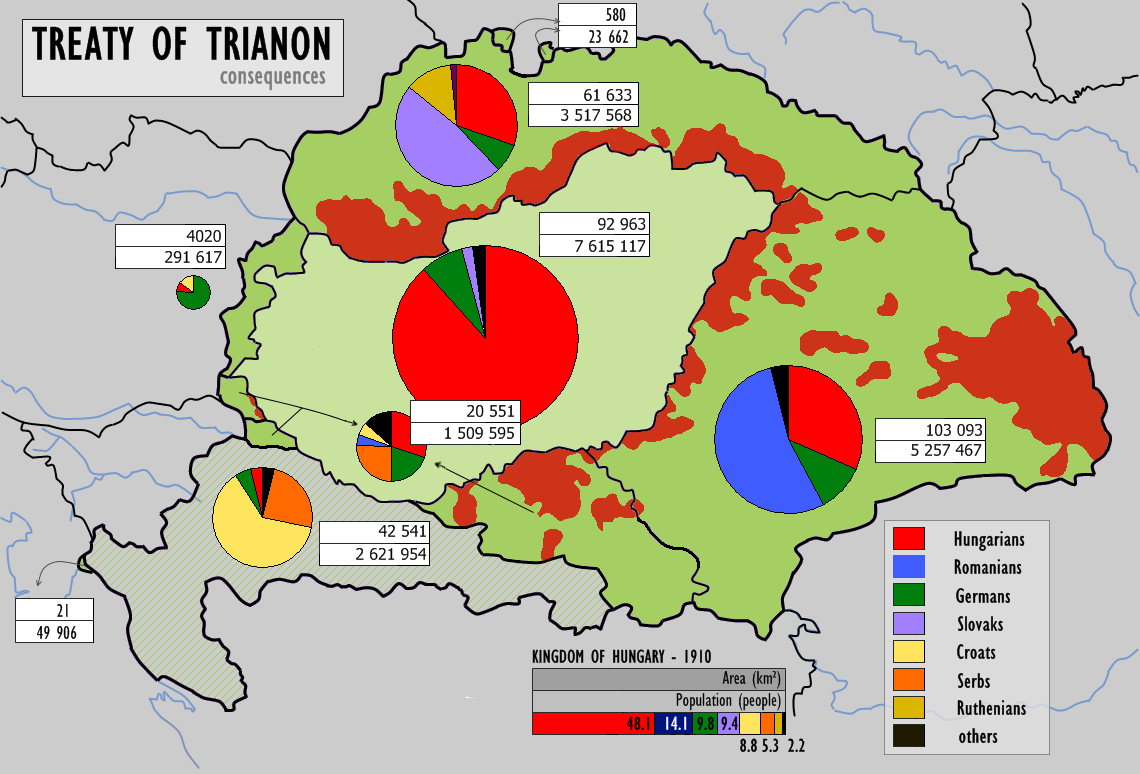
Theo điều tra dân số năm 1910, người Serb ở Vương quốc Croatia và Slavonia chiếm 24% dân số. Số liệu cho Dalmatia được tính riêng.

Sau khi Militärgrenze bị bãi bỏ, người Serb tăng cường hoạt động chính trị. Nhiều đảng phái được thành lập, một phần trong số đó hợp tác với đảng phái người Croat. Tuy nhiên, nhiều chính trị gia Croat như Ante Starčević và Josip Frank coi người Serb là yếu tố ngoại lai và ủng hộ Serbophobia (Ám ảnh chống Serb). Trong khi người Serb được sự ủng hộ của Ban Károly Khuen-Héderváry do Budapest bổ nhiệm, một số chính trị gia Croatia tìm kiếm sự giúp đỡ từ nhà cầm quyền Vienna. Sau khi Áo-Hung tan rã, hầu như tất cả các quốc gia Nam Slav trong đế quốc đều tự nguyện họp lại thành Vương quốc của người Serb, Croat và Sloven. Tuy nhiên, nhà nước được tập trung hóa và sớm không còn phù hợp với đa số quần chúng Croatia mong muốn tự trị hoặc độc lập. Điều này làm phức tạp mối quan hệ giữa người Croat và người Serb và kéo theo khủng hoảng chính trị.
Theo điều tra dân số năm 1910, có 649.453 người Serb nguyên gốc trong khu vực của người Croatia-Slavonia thuộc Militärgrenze trước đây. Mười một năm sau, vào năm 1921, 764.901 người Serb sống trên lãnh thổ Croatia hiện đại và Srem (nay thuộc Serbia), trong đó 658.769 người sống trên lãnh thổ Croatia-Slavonia thuộc Militärgrenze trước đây và 106.132 người ở Dalmatia.

### Diệt chủng người Serb trong Thế chiến II
Sau khi Đế chế thứ ba cùng đồng minh chiếm Vương quốc Nam Tư, Nhà nước Độc lập Croatia được thành lập, do  Ustaše lãnh đạo. Họ theo lý tưởng Đại Croatia với đặc trưng Serbophobia cực đoan, dẫn đến diệt chủng người Serb. Ustaše thiết lập hệ thống trại tập trung. Hiện chưa rõ con số diệt chủng chính thức, dao động từ 197.000 người theo các nguồn tin phía Croatia, đến 800.000 người theo thông tin phía Serbia. Một số lượng đáng kể nạn nhân đã chết trong các trại tập trung Croatia. Khoảng 240.000 người Serb bị buộc phải cải đạo sang Công giáo La Mã và khoảng 400.000 người Serb bị trục xuất đến Khu vực chỉ huy quân sự ở Serbia. Những sự kiện này đã thay đổi cấu trúc sắc tộc trên lãnh thổ Croatia, Bosnia và Hercegovina cùng Serbia thời hiện đại và tác động trầm trọng đến mối quan hệ giữa người Serb và người Croat. Phong trào Giải phóng Nhân dân hình thành ở Dalmatia và nhanh chóng lan rộng phát triển ra toàn bộ lãnh thổ Nam Tư. Các đảng phái dưới sự lãnh đạo của Josip Broz Tito tiến hành cuộc chiến chống lại quân Croatia và Wehrmacht. Chiến thuật Draža Mihailović lãnh đạo phong trào Četnik biến đổi đa dạng từ chống Đức cho đến hợp tác tùy vào thời điểm khác nhau. Người Serb từ lãnh thổ Militärgrenze trước đây góp phần đáng kể vào chiến tranh chống Croatia và Đức. Năm 1943, trong hàng ngũ Četnik là 7.000 người Serb, còn lực lượng kháng chiến Partizan có khoảng 28.800 người Serb từ khu vực Militärgrenze cũ. Năm 1945, có 4.000 binh sĩ trong quân Četnik còn 63.710 thuộc Partizan. Sau khi giải phóng Nam Tư, người Serb cùng người Croat ở Croatia cũng có vị thế các dân tộc lập quốc.

### Mùa xuân Croatia
Cuối thập niên 1960, những người Cộng sản Croatia đưa ra ý tưởng mới, cốt lõi là thay đổi vị thế của họ trong Cộng hòa Nam Tư. Phong trào cải cách nổi lên ở Croatia gọi là Maspok hay "Mùa xuân Croatia". Theo ý thức hệ phong trào, mục đích là nhằm tăng cường quyền lực cho người Croat ở Nam Tư, cùng với cải cách dân chủ và kinh tế. Thành viên phong trào phản đối việc cắt giảm ngân sách và quyền chính trị tại Croatia, do các khu vực kinh tế kém phát triển như Kosovo. Tuy nhiên, họ không quan tâm đến phê phán chỉ ra bình đẳng giữa các nước cộng hòa trong liên bang. Thời kỳ này cũng ghi nhận những xung đột đầu tiên sau năm 1945 giữa người Serb và người Croat ở Krajina trên bình diện sắc tộc. Các phương tiện truyền thông Nam Tư công bố danh sách những người Serb và Croat vẫn trung thành với Nam Tư được tổng hợp tại Croatia. Đã có những than phiền về việc người Serb bị phân biệt đối xử.
Ban lãnh đạo Nam Tư và Liên đoàn những người cộng sản coi phong trào này là sự hồi sinh của chủ nghĩa dân tộc Croatia và yêu cầu lực lượng dân quân đàn áp các cuộc biểu tình. Tito đã loại bỏ những người ủng hộ không trung thành, chẳng hạn như Savka Dabcevic-Kucar, Miko Tripalo và Dragutin Haramija, đồng thời thực hiện một cuộc thanh trừng trong Liên đoàn những người cộng sản Croatia và chính quyền địa phương. Nhiều nhà lãnh đạo phong trào sau đó đã bày tỏ sự hối hận trong các cuộc họp của đảng. Nhiều nhà hoạt động sinh viên bị bắt và một số thậm chí bị kết án tù. Trong số những người bị bắt những năm đó có tổng thống Croatia tương lai Franjo Tuđman và Stjepan Mesić, cũng như nhà báo bất đồng chính kiến Bruno Bušić.

### Chủ nghĩa dân tộc trỗi dậy ở Nam Tư
Năm 1981, bạo loạn nổ ra tại Kosovo năm 1981 do người Albania biểu tình đòi chuyển Kosovo từ tỉnh tự trị thành nước cộng hòa hoặc một bang độc lập. Giới lãnh đạo Slovenia và Croatia tìm kiếm các cải cách phân quyền và dân chủ. Ngược lại, chính phủ liên bang ở Beograd ủng hộ việc tập quyền hóa gia tăng.
Tháng 3 năm 1989, khủng hoảng Nam Tư tồi tệ hơn sau khi  Hiến pháp Serbia sửa đổi trao cho chính phủ quyền được hạn chế quyền tự trị của Kosovo và Vojvodina. Các tỉnh tự trị này đều có quyền bầu Tổng thống liên bang. Như vậy, dưới thời Slobodan Milošević, Serbia nhận được ba phiếu bầu trong chức vụ tổng thống. Bằng cách thêm cả phiếu của Montenegro, Serbia có thể quyết định kết quả bỏ phiếu. Điều này khiến các nước cộng hòa khác bất bình và yêu cầu cải tổ liên bang.
Sự phát triển tiệm tiến của chủ nghĩa dân tộc trong thập niên 1980 dẫn đến cuộc khủng hoảng chung ở Nam Tư và sự sụp đổ của hệ thống cộng sản.

### Cuộc chiến ở Croatia

##### Năm 1990

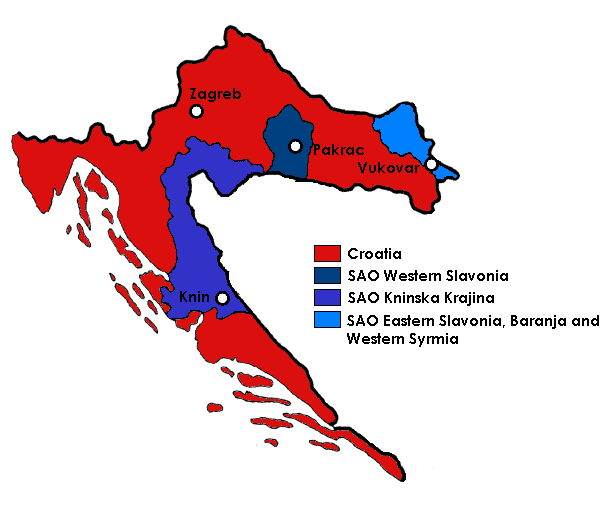
Các oblast tự trị của người Serb năm 1990

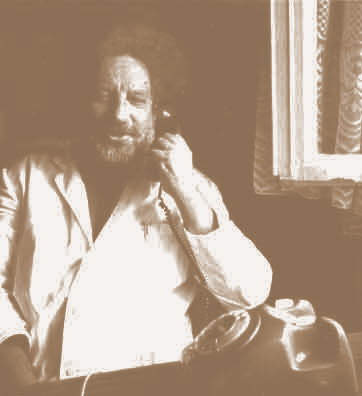
Viện sĩ Jovan Rašković, người sáng lập Đảng Dân chủ Serbia

Năm 1990, người Serb thành lập Đảng Dân chủ Độc lập Nam Tư (Jugoslovensku samostalnu demokratsku partiju - JSDP) ngày 11 tháng 2 tại Vojnić và Đảng Dân chủ Serbia (Srpska demokratska stranka - SDS) ngày 17 tháng 2 tại Knin. Bầu cử đa đảng được tổ chức trên toàn Nam Tư. Tại Croatia, Liên minh dân chủ Croatia (Hrvatska demokratska zajednica - HDZ) giành chiến thắng, ủng hộ ly khai và cải cách hiến pháp. Người Serb ủng hộ SDS của chính trị gia ôn hòa Jovan Rašković hoặc các phong trào cộng sản hay chủ nghĩa xã hội. Các chính sách và tuyên bố dân tộc chủ nghĩa của các lãnh đạo HDZ, bao gồm cả Franjo Tuđman, đã làm gia tăng căng thẳng sắc tộc. Sau khi giới thiệu biểu tượng nhà nước mới và đổi tên nước cộng hòa (bỏ "chủ nghĩa xã hội"), căng thẳng giữa người Serb và người Croat gia tăng, người Serb yêu cầu quyền tự chủ văn hóa, nhưng bị từ chối. Theo sử gia Croatia Nikica Baric, người Serb coi Nam Tư là sự đảm bảo ổn định, nên cảm thấy lo ngại khi xảy ra khủng hoảng. Người Serb coi Quân đội nhân dân Nam Tư (Jugoslovenska narodna armija - JNA) là tổ chức duy nhất cuối cùng bảo vệ cho họ.

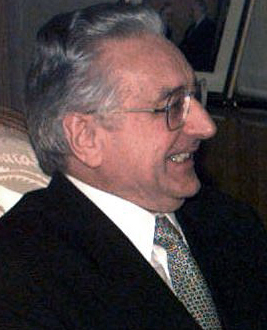
Chủ tịch HDZ và Tổng thống Croatia đầu tiên Franjo Tuđman

Chính phủ Croatia đưa ra các biện pháp chủ nghĩa dân tộc làm tình hình càng thêm phức tạp. Tên ngôn ngữ chính thức được đổi từ tiếng Serbia-Croatia sang tiếng Croatia, rồi đến lượt các chuẩn mực ngữ pháp. Chữ cái Kirin bị cấm trong văn bản chính thức và trên truyền thông. Lịch sử và văn học Serbia bị loại khỏi chương trình trường học. Công chức người Serb buộc phải ký "danh sách trung thành" với chính phủ Croatia mới, nếu không sẽ bị sa thải ngay lập tức. Điều này được công bố rộng rãi trên thông tin đại chúng. Áp lực đè lên giới trí thức người Serb. Các chính trị gia Croatia có những phát ngôn gây tổn thương cộng đồng người Serb. Tuđman tuyên bố rằng Croatia trong Thế chiến II không phải chỉ do Đức Quốc xã lập nên, mà còn là khát vọng ngàn đời của người Croat. Người Serb phản ứng đặc biệt gay gắt trước tuyên bố này. Stjepan Mesić từng phát biểu người Serb tại Croatia có quyền lấy đất đai khi đặt chân lên.
Tháng 8 năm 1990, Kninska Krajina diễn ra trưng cầu dân ý về chủ quyền và quyền tự trị, chỉ những người Serb sinh ra hoặc sống trên lãnh thổ Cộng hòa Xã hội Chủ nghĩa Croatia (Socijalistička Republika Hrvatska - SRH) mới được quyền bỏ phiếu. Người Croat không tham gia bỏ phiếu. Kết quả là 99,7% trong số 756.721 cử tri bỏ phiếu ủng hộ, nhưng chính quyền Croatia ngăn cả cuộc trưng cầu này tại 10 thành phố. Cuộc trưng cầu dân ý của người Serb và khởi sự đòi quyền tự trị này thường được gọi là "Cách mạng khúc gỗ" (Balvan revolucija). Ngày 30 tháng 9 năm 1990, người Serb tuyên bố thành lập SAO Kninska Krajina và đến 31 tháng 12 chuyển thành SAO Krajina. Tháng 12 năm 1990, Quốc hội Croatia thông qua hiến pháp mới quy định người Serb ở Croatia trở thành dân tộc thiểu số không còn vị thế xây dựng hiến pháp.
Hè thu năm 1990 diễn ra tái cấu trúc quyền lực các cấp ở nước cộng hòa Croatia. Tất cả những người Serb từ chối ký vào "danh sách trung thành" đều bị sa thải khỏi Bộ Nội vụ. Ở Knin và một số thị trấn khác nơi người Serb chiếm đa số, chỉ còn lại người Serb trong lực lượng dân quân và nhanh chóng được đổi tên thành "Dân quân Krajina" (Milicija Krajine). Tình trạng này diễn ra ở các cơ sở công quyền khác. Ví dụ, ngày 17 tháng 10 năm 1990, Thủ tướng Croatia Josip Manolić sa thải tất cả những người Serb làm việc trong chính phủ hoặc nội các, bất kể quan điểm chính trị như thế nào.
Ở Croatia, Cách mạng khúc gỗ và Krajina tự trị được gọi là "cuộc nổi dậy của người Serb". Theo Elena Guskova, nhà cầm quyền Croatia cho rằng nỗi sợ của người Serb trước chủ nghĩa phát xít Croatia là không có cơ sở, cũng như coi đó là biểu hiện của "Chủ nghĩa đế quốc Đại Serbia". Chính quyền Croatia tiến hành chiếm đóng Serbia Krajina và muốn vãn hồi trật tự theo đúng hiến pháp mình.
Nikica Barić tuyên bố rằng Tổng thống Serbia thuộc Liên bang Nam Tư Slobodan Milošević tính đến khả năng không can thiệp vào Croatia ly khai miễn là với các lãnh thổ không có người Serb sinh sống. Theo Barić, Milošević muốn sáp nhập Serbia Krajina vào Nam Tư mới.

##### Năm 1991

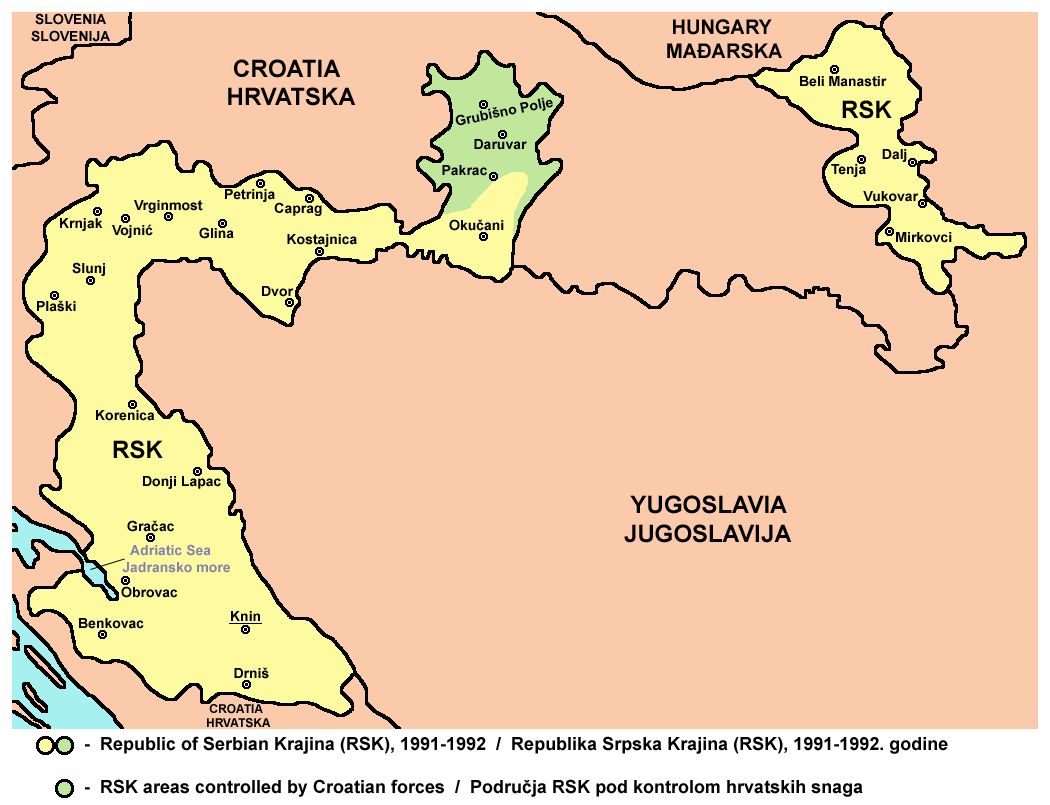
Bản đồ Cộng hòa Serbia Krajina

Tháng 1 năm 1991, Bộ Nội vụ Krajina được thành lập, quy tụ tất cả các thư ký nội vụ không nằm dưới quyền kiểm soát của Zagreb. Tháng 2 năm 1991, SAO Krajina hợp nhất với các vùng phía bắc Dalmatia và Lika, nơi người Serb chiếm đa số. Ngày 28 tháng 2 năm 1991, Hội đồng Quốc gia Serbia và Hội đồng điều hành SAO Krajina thông qua nghị quyết ly khai khỏi Croatia dựa trên kết quả trưng cầu dân ý, để sáp nhập vào Nam Tư. Ngày 16 tháng 5, Hội đồng SAO Krajina thông qua nghị quyết gia nhập Nam Tư.
Ngày 25 tháng 6 năm 1991, SAO Slavonia, Baranja và Tây Srem tuyên bố ly khai, đến ngày 25 tháng 9 đổi tên khẳng định "của người Serb". Về sau, SAO Tây Slavonia thành lập tại Tây Slavonia.
Mùa hè năm 1991, giao tranh nổ ra ở Krajina giữa một bên là các nhóm bán quân sự và các thành viên nội vụ Croatia, bên kia là lực lượng dân quân Serb. Quân đội nhân dân Nam Tư JNA dần tham gia xung đột,  vốn trước đó hồi mùa xuân, binh lính Croatia đào ngũ hàng loạt khỏi quân đội Nam Tư. Đến tháng 9, JNA gia tăng hiện diện trong xung đột khi xảy ra việc các biệt đội Croatia thực hiện "Phong tỏa doanh trại".

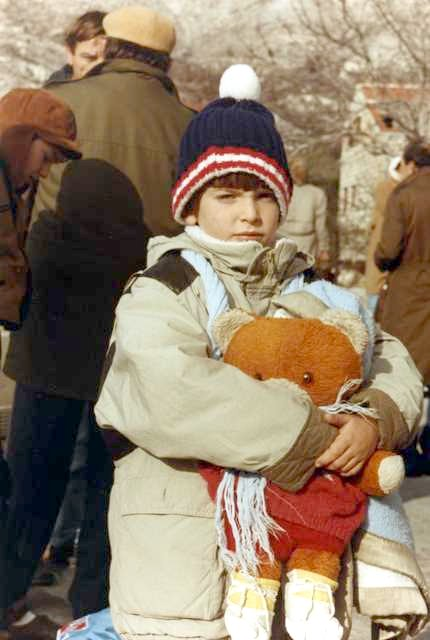
Dân tị nạn Croatia tháng 12 năm 1991

Mùa xuân năm 1991, dòng người tị nạn từ các khu vực do Zagreb kiểm soát bắt đầu đổ về SAO Krajina. Một số tiếp tục chạy đến Serbia hoặc Montenegro, còn khoảng 100.000 người ở lại Krajina. Báo cáo của Hội Chữ thập đỏ Nam Tư năm 1991 cho thấy khoảng 250.000 người Serb tị nạn chạy khỏi các khu vực do Zagreb kiểm soát. Dòng người tị nạn tiếp diễn cho đến khi đình chiến vào tháng 1 năm 1992. Cùng lúc ấy, dưới áp lực của Serbia, hàng chục nghìn người Croat và người Hồi giáo rời khỏi Krajina và chạy sang các vùng của Zagreb. Theo Barić, có tới 300.000 người không thuộc sắc dân Serb phải chạy khỏi lãnh thổ do người Serb kiểm soát, tuy nhiên, theo điều tra dân số năm 1991, tổng số người Croat và các dân khác tại Krajina không vượt quá 220.000 người.
Ngày 19 tháng 12 năm 1991, các oblast tự trị của người Serb hợp nhất thành Cộng hòa Serbia Krajina. Hiến pháp được thông qua xác định Serbia Krajina "là nhà nước quốc gia của dân tộc Serb và nhà nước của tất cả công dân sống trong đó". Nhà nước cũng xác định các biểu tượng như quốc kỳ, quốc huy và quốc ca, đồng thời tuyên bố chủ quyền. Milan Babić nắm quyền, chuyển từ thủ tướng thành tổng thống.
Suốt năm 1991, Lực lượng Cảnh vệ và Cảnh sát Croatia phạm nhiều tội ác đối với dân thường Serb và ngược lại. Tội ác được biết đến nhiều nhất là ở Gospić, Sisak, Vukovar và các làng Tây Slavonia.

##### Năm 1992

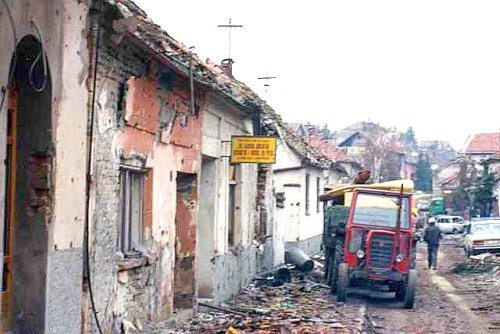
Tàn tích ở Vukovar sau các trận chiến giành thành phố

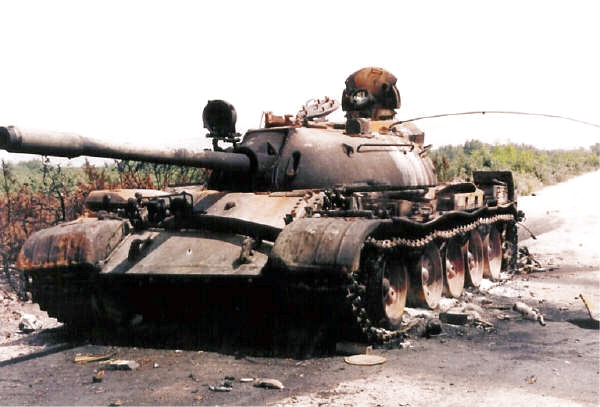
Xe tăng bị bắn hỏng trên đường đi Drniš

Tháng 1 năm 1992, nhờ quốc tế can thiệp, các hành động thù địch đã chấm dứt và Lực lượng gìn giữ hòa bình Liên Hợp Quốc (UNPROFOR) được triển khai tại Serbia Krajina. Đội Mũ nồi xanh đến chiến tuyến giữa Serb và Croat nhằm chấm dứt xung đột và giám sát việc rút vũ khí hạng nặng khỏi mặt trận. Lực lượng gìn giữ hòa bình Nga cho biết người Serb để lại vũ khí trong các kho do Liên Hợp Quốc kiểm soát, còn người Croat rút vũ khí không rõ hướng.
Ngày 21 tháng 6, quân đội Croatia phá vỡ lệnh ngừng bắn, chiếm đóng một số ngôi làng trên cao nguyên Miljevač. Người Serb mất lòng tin vào lực lượng gìn giữ hòa bình và căng thẳng leo thang. Serbia Krajina cho rằng lực lượng gìn giữ hòa bình không thể bảo vệ họ khỏi Croatia xâm lược nên đã tiếp tục thành lập đội quân chính quy.

##### Năm 1993

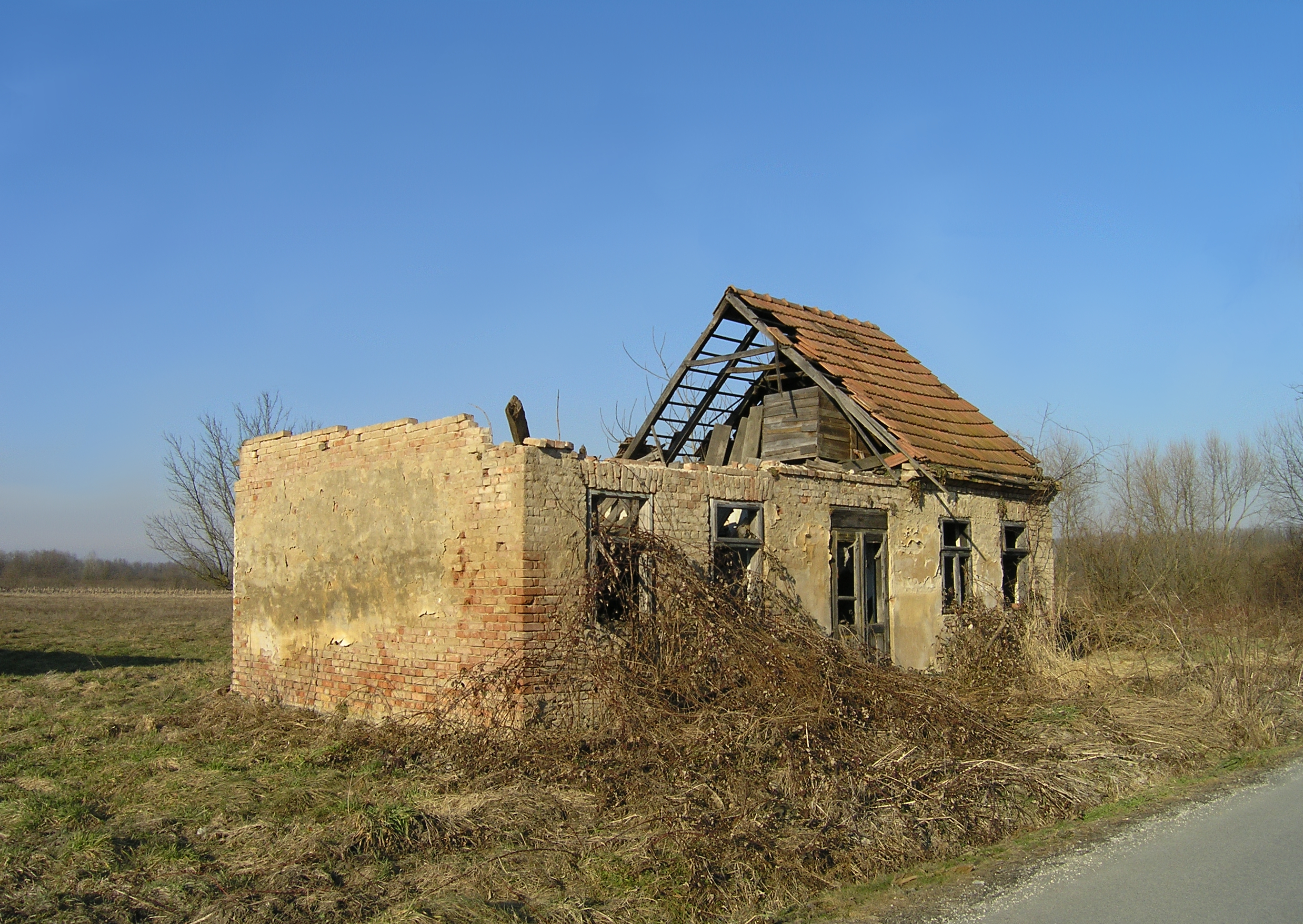
Nhà người Serb bị phá hủy

Ngày 22 tháng 1 năm 1993, quân đội Croatia tiến hành Chiến dịch Maslenica chiếm được Novigrad, Sân bay Zemunik và các làng Smoković, Islam Grčki và Kašić. Ngày 25 tháng 1, Hội đồng Bảo an Liên Hợp Quốc thông qua Nghị quyết 802, lên án các cuộc tấn công của Croatia. Diến biến tiếp theo, cả hai bên mở lại pháo kích vào thành phố và hoạt động quân sự quy mô lớn tiếp tục cho đến giữa xuân. Ngày 6 tháng 4, đại diện Serbia Krajina và Croatia quyết định đình chiến và ký thỏa thuận về việc rút các đơn vị Croatia khỏi các vùng chiếm đóng trước đó, Lực lượng gìn giữ hòa bình Liên Hợp Quốc sẽ thế chỗ. Tuy nhiên sau đó, nhà chức trách Croatia không tuân theo thỏa thuận đã ký.
Ngày 9 tháng 9, quân đội Croatia mở Chiến dịch Medački džep. Họ chiếm và phá hủy các làng Divoselo, Čitluk và Počitelj, gây tội ác chiến tranh với người Serb vô tội. Sau khi quân Croatia rút đi, Lực lượng gìn giữ hòa bình lại đến tiếp quản. Ngày 2 tháng 11, các đại diện của Serbia Krajina và Croatia nối lại đàm phán tại Oslo. Phái đoàn Serbia do Goran Hadžić dẫn đầu, còn phía Croatia là Hrvoje Šarinić.

##### Năm 1994

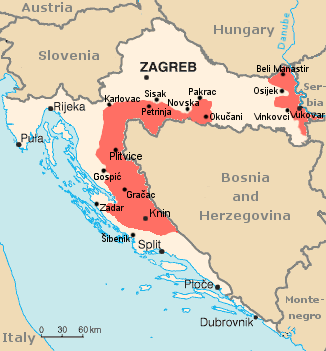
Cục diện năm 1994

Năm 1994, quân đội Croatia không tiến hành đánh lớn vào Serbia Krajina, song tham gia tích cực vào các hoạt động quân sự ở Bosnia và Hercegovina chống lại Quân đội Republika Srpska, và các đơn vị Serbia Krajina thống nhất tham gia giao tranh ở Tây Bosnia về phía Fikreta Abdića.
Chính quyền Krajina cố gắng thiết lập một cuộc sống yên bình. Năm 1994, chính phủ đưa ra chương trình bình ổn và bắt đầu chi trả lương cho viên chức. Đến tháng 11, Serbia Krajina lên kế hoạch hoàn tất quá trình sáp nhập vào Nam Tư. Ngày 29 tháng 3 năm 1994, Serbia Krajina và Croatia ký hiệp định đình chiến tại Đại sứ quán Nga ở Zagreb. Ngày 5 tháng 8, Serbia Krajina và Croatia đàm phán kinh tế tại Knin, đặc biệt là vấn đề mở cao tốc qua Tây Slavonia. Mùa thu năm ấy, các ủy ban chung bắt đầu hoạt động trên các lĩnh vực quân sự và nông nghiệp. Phái đoàn Serbia Krajina đến Zagreb vào ngày 8 và 14 tháng 11. Ngày 2 tháng 12, ký kết thỏa thuận bình thường hóa quan hệ kinh tế, đồng thời lên kế hoạch đàm phán về việc trao trả người tị nạn, trả lương hưu và thông tuyến đường sắt. Ngày 21 tháng 12, Serbia Krajina mở lại thông xe tuyến cao tốc Bratstvo i jedinstvo.
Theo nhà báo Nga Mlechin, chính quyền Croatia đã trao quyền tự quyết rộng rãi cho Serbia Krajina thông qua đại sứ quán Nga. Tuy nhiên, Slobodan Milošević phía Serbia dứt khoát từ chối đề nghị này.

##### Năm 1995
Tháng 1 năm 1995, Đại sứ Hoa Kỳ tại Croatia, Peter Galbraith, đề xuất "Kế hoạch Z-4" cho Serbia Krajina và Croatia. Ông đề xuất quyền tự trị cho Kninska Krajina, còn Tây Slavonia và Đông Slavonia, Baranja và Tây Srem sáp nhập hoàn toàn vào Croatia. Tổng thống Croatia Tuđman coi việc thông qua kế hoạch này là tự sát chính trị, nhưng trước sức ép ngoại giao từ Hoa Kỳ, ông hứa sẽ xem xét vấn đề trong tương lai xa. Người Serb tuyên bố các điều khoản trong kế hoạch đề xuất không đảm bảo bảo vệ được họ khỏi áp bức sắc tộc. Tuy nhiên, Milan Babić tuyên bố tại Beograd rằng Serbia Krajina sẵn sàng đồng ý một kế hoạch điều chỉnh và kêu gọi Croatia rút quân. Theo Guskova, Tuđman từ chối đàm phán thêm với người Serb.

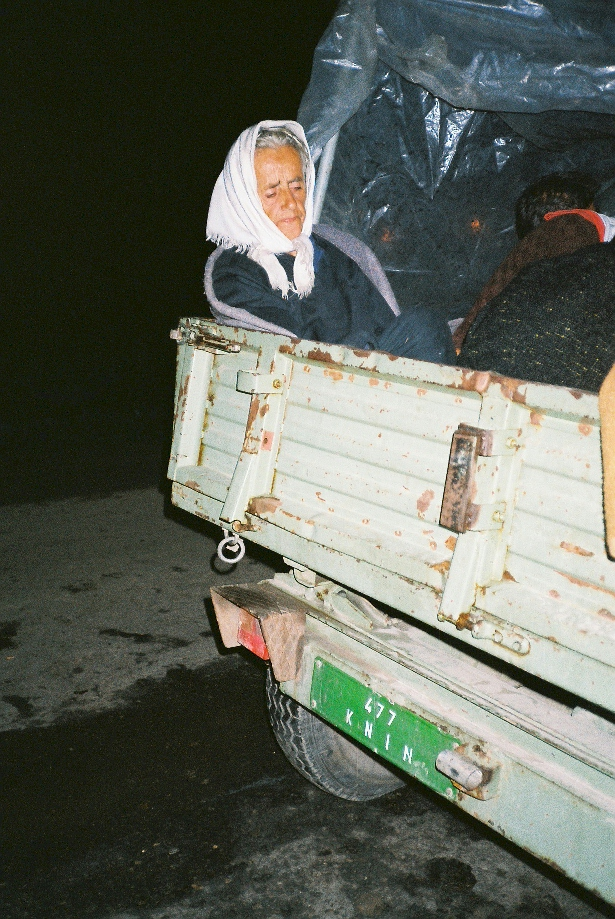
Người tị nạn Serb từ Krajina sau Chiến dịch Oluja

Thay vì xúc tiến ngoại giao, chính phủ Croatia chọn giải pháp quân sự để giải quyết vấn đề này. Croatia mở Chiến dịch Bljesak (Tia chớp) và Oluja (Bão táp) kết thúc Cộng hòa Serbia Krajina vào tháng 5 (Tây Slavonia) và tháng 8 (phần chính). Chiến dịch Bljesak chiếm được đất của người Serb tại Tây Slavonia. Trong nỗ lực ngăn chặn Croatia tấn công, Tổng thống Martić ra lệnh pháo kích Zagreb, về sau bị coi là tội ác chiến tranh. Song việc này không làm ngăn trở kế hoạch tấn công của Croatia. Theo phía Serbia cũng như tổ chức nhân quyền quốc tế Human Rights Watch, Chiến dịch Bljesak đã gây ra nhiều tội ác trên thường dân Serb bao gồm cả trẻ em.
Chiến dịch Oluja giúp quân Croatia chiếm hầu hết Serbia Krajina. 230-250 nghìn người Serb chạy khỏi Serbia Krajina. Ngay trong chiến dịch, binh lính Croatia gây nhiều tội ác với người tị nạn và thường dân, như Tội ác Dvor na Uni và Thảm sát dân Serb tại Grubori. Tòa án La Hay khi phán quyết các tướng Croatia Gotovina và Markač tuyên bố rằng Chiến dịch Bljesak là tội ác có chủ ý của chính quyền và quân đội Croatia. Chiến dịch nhằm trục xuất người Serb khỏi Croatia và đưa người Croat vào Krajina thế chỗ.
Phần còn lại của Serbia Krajina (Tây Srem và Baranja từ năm 1995 và Tây Srem, Baranja và Đông Slavonia từ năm 1996) tồn tại dưới hình thức tự trị dưới sự bảo trợ của Liên Hợp Quốc cho đến khi hòa nhập vào Croatia đầu năm 1998. Theo chủ tịch tổ chức phi chính phủ Veritas Savo Štrbac, 77.316 người Serb vẫn ở lại lãnh thổ sau khi hội nhập.

## Nhân khẩu học

### Dân tộc

#### Người Serb

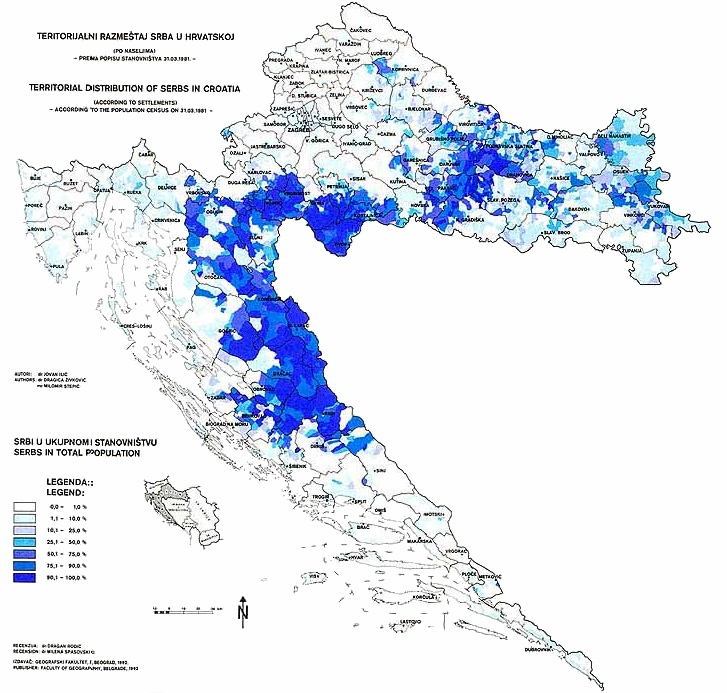
Phân bố người Serb ở Croatia theo điều tra dân số năm 1981

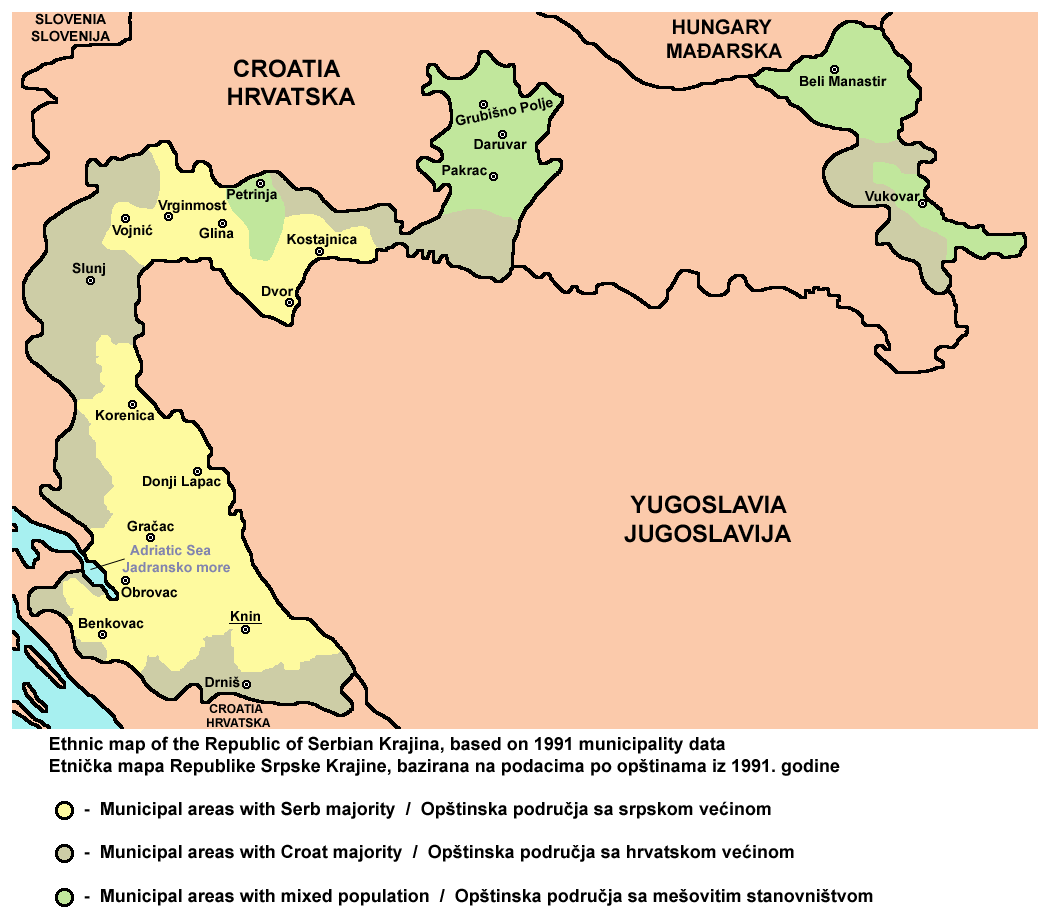
Bản đồ dân tộc Serbia Krajina, dựa trên số liệu các khu tự quản trong điều tra dân số năm 1991

Theo các cuộc điều tra dân số FNRJ và SFRJ, tỷ lệ người Serb ở Croatia qua các năm:
Theo báo cáo Cao ủy Liên Hợp Quốc về người tị nạn, đến năm 1993, 251.000 người đã bị trục xuất khỏi lãnh thổ do Zagreb kiểm soát. Người tị nạn chủ yếu sống ở Serbia Krajina hoặc Nam Tư. Một số khác đến Hoa Kỳ, Canada, Úc,... tạo thành những cộng đồng hải ngoại lớn. Hội Chữ thập đỏ báo cáo khoảng 250.000 người Serb tị nạn từ Croatia đến Nam Tư vào năm 1991. Năm 1994, hơn 180.000 người tị nạn từ Croatia đến Nam Tư.
Dân số Serbia Krajina năm 1993 là 435.595 người, người Serb chiếm 91% dân số. Theo Bộ Tổng tham mưu SVK, năm 1993 có 87.000 người ở bắc Dalmatia, 48.389 ở Lika, 51.000 ở Kordun và 88.406 ở Banja.
Năm 1995, khoảng 250.000 người Serb bị trục xuất khỏi Krajina, bao gồm 18.000 trong Chiến dịch Bljesak và 230.000 trong Chiến dịch Oluja. Theo Liên Hợp Quốc, chỉ có 5.500 người Serb ở lại vùng lãnh thổ chính Krajina sau Chiến dịch Oluja vào tháng 8 năm 1995.

#### Người Croat và các dân tộc khác
Điều tra dân số Nam Tư năm 1991, ngoài người Serb thì các sắc dân khác ở Serbia Krajina như sau:
- Krajina - Người Croat 28% (70.708), dân khác 5% (13.101)
- Tây Slavonia - Người Croat 29% (6.854), dân khác 11% (2.577)
- Đông Slavonia, Baranja và Tây Srem - Người Croat 47% (90.454), dân khác 21% (40.217)

Trong cuộc thanh trừng sắc tộc các dân khác người Serb năm 1991, hầu hết bị trục xuất khỏi Serbia Krajina. Cho đến năm 1992, người Croat chỉ chiếm 7% dân số ba vùng lãnh thổ này. Tổng cộng, ít nhất 170.000 người Croat và các dân khác bị trục xuất khỏi Serbia Krajina.

### Tôn giáo
Phần lớn dân số Serbia Krajina theo Chính thống giáo thuộc Giáo hội Chính thống giáo Serbia. Serbia Krajina có Tổng giáo phận Zagreb-Ljubljana, Giáo phận Thượng Karlovač, Giáo phận Pakrač-Slavonia, Giáo phận Osiječk-Polje và Baranja và Giáo phận Dalmatia. Có rất nhiều tu viện và nhà thờ Chính thống giáo trong khu vực. Các tu viện lớn nhất, lâu đời nhất và nổi tiếng nhất là Dragović, Gomirje, Krka, Krupa và Lepavina. Nhiều nhà thờ Chính thống giáo Serbia bị phá hủy hoặc hư hại đáng kể trong chiến tranh. Năm 1993, quân đội Croatia phá hủy Nhà thờ Thánh Nicholas là Tòa giám mục Thượng Karlovać. Giai đoạn năm 1990 đến 1995, tổng cộng 76 nhà thờ Chính thống giáo, 96 cơ sở nhà thờ, 10 nghĩa trang, một kho bạc thượng phụ, một bảo tàng, hai thư viện và hai kho lưu trữ thuộc giáo hội đã bị phá hủy; 94 nhà thờ và 4 tu viện bị cướp phá.
Người Croat thiểu số hầu hết theo Công giáo La Mã. Nhiều nhà thờ Công giáo cũng bị phá hủy hoặc hư hại trong chiến tranh. Trong các cuộc thảm sát Lovas, Široka Kula và Voćin, các đơn vị bán quân sự người Serb đã phá hủy hoàn toàn hoặc một phần các nhà thờ Công giáo trong vùng.

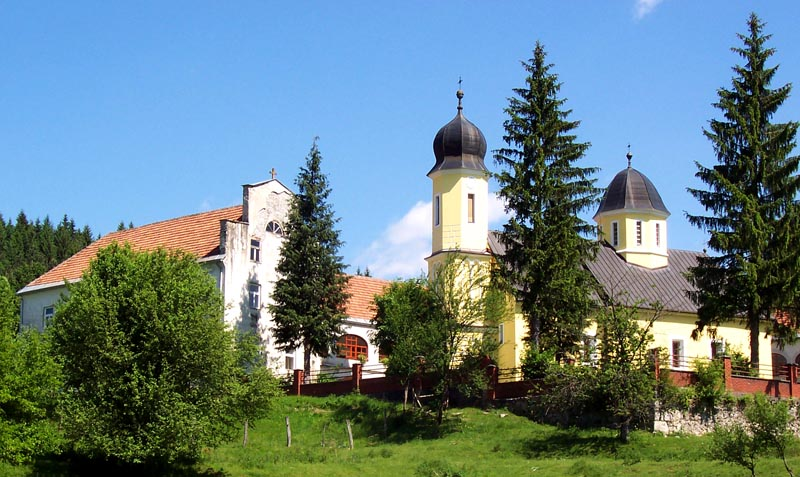
Tu viện Chính thống giáo Gomirje
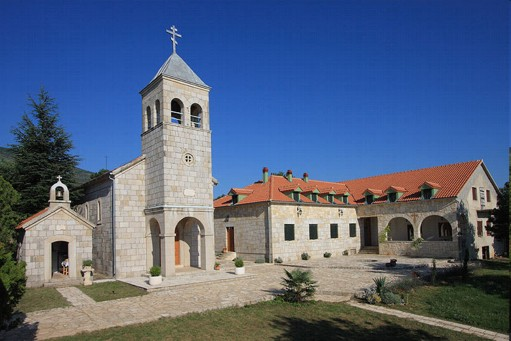
Tu viện Chính thống giáo Dragović
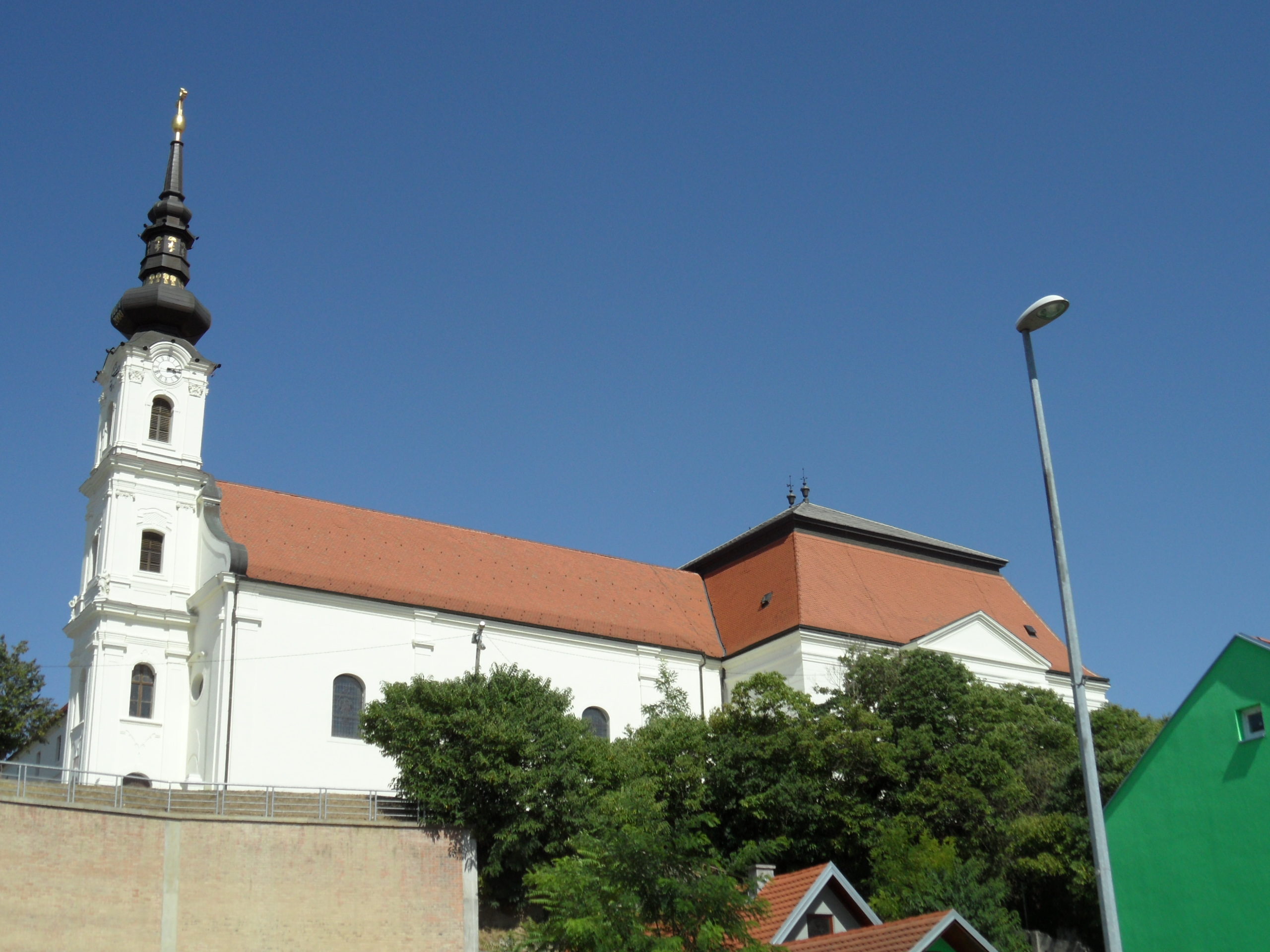
Nhà thờ Thánh Phanxicô Philip và James ở Vukovar

## Hệ thống chính trị
Trong thời gian tồn tại, Serbia Krajina trải qua 3 đời tổng thống và 6 thủ tướng. Sau khi tuyên bố độc lập ngày 19 tháng 12 năm 1991, Milan Babić trở thành tổng thống nhưng giữ chức không lâu. Trong thời gian đó, ông cũng xung đột với tư lệnh dân quân và quốc phòng Milan Martić.
Giai đoạn Serbia Krajina mới thành lập cho thấy sự phụ thuộc đáng kể vào Nam Tư và có nhiều bất đồng chính trị phức tạp, dẫn đến bất ổn chính trị. Quan hệ giữa Knin và Beograd rất phức tạp vào tháng 1 năm 1992 với bất đồng về Kế hoạch Vance. Milan Babić cho rằng kế hoạch này không phù hợp với lợi ích của Serbia Krajina, trong khi Slobodan Milošević ủng hộ triển khai kế hoạch giai đoạn đầu. Từ những bất đồng với Milošević, Babić hoàn toàn mất niềm tin vào Beograd. Ngày 22 tháng 1, Quốc hội Serbia Krajina bác bỏ kế hoạch cho lực lượng gìn giữ hòa bình vào Croatia. Nhưng đến ngày 9 tháng 2, dưới áp lực chính trị từ Beograd được nhiều người Krajina ủng hộ, quốc hội đành phải thông qua. Ngày 26 tháng 2, Babić mất chức. Theo đề nghị của Beograd, Goran Hadzić được bầu làm tổng thống mới và Zdravko Zecevic trở thành thủ tướng. Phe Babić không đồng ý với quyết định của quốc hội, Serbia Krajina nảy sinh chia rẽ. Ngày 12 tháng 12 năm 1993, cuộc bầu cử tổng thống và quốc hội đa đảng đầu tiên được tổ chức tại Serbia Krajina. Được Milosević ủng hộ tại vòng hai, Milan Martić giành chiến thắng. Babić đồng ý thỏa hiệp, giữ chức Bộ trưởng Bộ Ngoại giao.

### Tổng thống
Các tổng thống Serbia Krajina:

Goran Hadžić, tổng thống thứ hai của Cộng hòa Serbia Krajina

- Milan Babić (19 tháng 12 năm 1991 - 26 tháng 2 năm 1992)
- Goran Hadžić (26 tháng 2 năm 1992 - tháng 12 năm 1993)
- Milan Babić (tháng 12 năm 1993 - tháng 1 năm 1994; được bầu vào tháng 12 năm 1993, nhưng đến tháng 1 năm 1994, Milan Martić chiến thắng trong cuộc bầu cử mới)
- Milan Martić (12 tháng 2 năm 1994 - tháng 8 năm 1995)

Tất cả các tổng thống Serbia Krajina về sau đều bị truy tố ở La Hay. Milan Babić bị cáo buộc trục xuất dân thường vì lý do chính trị, chủng tộc hoặc tôn giáo. Ông nhận tội trước tòa và bị kết án 13 năm tù vào năm 2005, nhưng đã tự sát vào năm 2006. Milan Martić bị kết án 35 năm tù vì tội ác chiến tranh, vi phạm quy ước chiến tranh và trục xuất các dân tộc khác khỏi Serbia Krajina, và đang thụ án tại Tartu, Estonia. Sau những vụ bắt giữ cựu Giám đốc An ninh Banja Luka Stojan Zupljanin ngày 11 tháng 6 năm 2008, cựu Tổng thống Serbia Radovan Karadžić  ngày 21 tháng 7 năm 2008 và cựu tư lệnh tướng Ratko Mladić ngày 26 tháng 5 năm 2011, Goran Hadžić trở thành một trong những đối tượng bị truy nã gắt gao nhất ở La Hay. Chính quyền Serbia treo thưởng 5 triệu euro cho thông tin về nơi ở của Goran Hadžić. Sau bảy năm truy lùng, Hadžić bị bắt ngày 20 tháng 7 năm 2011.

### Chính phủ
Theo Hiến pháp Serbia Krajina, chính phủ nắm quyền hành pháp. Giai đoạn 1991-1995, có tổng cộng sáu chính phủ:
- Chính phủ Milan Babić (29 tháng 5 năm 1991 - 19 tháng 12 năm 1991)
- Chính phủ Rista Matković (19 tháng 12 năm 1991 - 26 tháng 2 năm 1992)
- Chính phủ Zdravko Zečević (26 tháng 2 năm 1992 - 28 tháng 3 năm 1993)
- Chính phủ Đorđe Bjegović (28 tháng 3 năm 1993 - 21 tháng 4 năm 1994)
- Chính phủ Borislav Mikelić (21 tháng 4 năm 1994 - 27 tháng 7 năm 1995)
- Chính phủ Milan Babić (27 tháng 7 năm 1995 - 5 tháng 8 năm 1995)

Chính phủ Serbia Krajina thành lập trên cơ sở chính trị, các bộ trưởng không phải chuyên gia về lĩnh vực của bộ đó. Theo Kosta Novaković, thành viên hai chính phủ đầu tiên đều đến từ Knin và Bắc Dalmatia nên không tác động được đến các vùng khác của Serbia Krajina.

### Quốc hội
Quốc hội Serbia Krajina đầu tiên thành lập cuối năm 1991 với sự triệu tập Hội đồng SAO Krajina, Hội đồng Tây Slavonia và Đại hội đồng Đông Slavonia, Baranja và Tây Srem. Có hơn 200 đại biểu tham dự. Ngày 19 tháng 12 năm 1991, quốc hội thông qua hiến pháp và tuyên bố khai sinh Cộng hòa Serbia Krajina. Đầu năm 1992, quốc hội bị chia rẽ do các quan điểm trái chiều về đề xuất giải pháp hòa bình trên cơ sở Kế hoạch Vance. Milan Babić phản đối kế hoạch này, những đại biểu ủng hộ tập trung tại Knin gọi là "Hội đồng Knin". Chủ tịch quốc hội Milo Paspalj dẫn một nhóm khác họp tại Glina gọi là "Hội đồng Glina". Đến năm 1993 mới tái hợp thành một quốc hội duy nhất.
Quốc hội Serbia Krajina gồm 84 đại biểu được bầu vào. Nhiệm kỳ quốc hội kéo dài bốn năm. Tổng thống và các phó tổng thống đại diện cho cả ba vùng Krajina. Hiến pháp quy định quốc hội họp hai phiên một năm vào ngày làm việc đầu tiên trong tháng 3 và tháng 10, mỗi phiên không kéo dài quá 90 ngày. Quốc hội chịu trách nhiệm sửa đổi hiến pháp, thông qua luật, giám sát chính phủ, thông qua ngân sách, thay đổi các đơn vị hành chính,...

### Hiến pháp
Ngày 19 tháng 12 năm 1991 tại phiên họp chung Quốc hội các vùng, Hiến pháp Serbia Krajina được thông qua gồm 8 chương và 124 điều.
Theo hiến pháp, Serbia Krajina "là nhà nước quốc gia của người Serbia và là nhà nước của tất cả công dân sống trong đó". Thủ đô là Knin. Quốc ca là bài "Bože Pravde" (Chúa công bình). Hiến pháp cũng xác định quốc kỳ và quốc huy. Ngôn ngữ chính thức là tiếng Serbia dùng bảng chữ cái Kirin.

### Hành pháp
Ngay khi phát sinh xung đột giữa người Serb và người Croat, dân quân Krajina đã đóng vai trò quan trọng. Chính phủ Croatia gây áp lực bằng cách sa thải hầu hết người Serb khỏi bộ Nội vụ và đuổi họ ra khỏi những nơi có đa số người Croat sinh sống. Dân quân tại các khu vực có đa số người Serb tiến hành phản kháng lại, cả khi thay đổi phù hiệu cảnh sát mới. Khi xung đột khởi phát, các đồn cảnh sát ở một số thành phố rút khỏi bộ Nội vụ và thành lập Milicija Krajina (Dân quân Krajina), đứng đầu là thanh tra quân sự Milan Martić. Ngày 4 tháng 1 năm 1991, Ban Thư ký Nội vụ được thành lập, do Milan Martić đứng đầu. Dân quân Krajina nhiều lần tham gia các hoạt động quân sự, mặc dù chỉ được trang bị vũ khí cỡ nhỏ. Theo các nhà nghiên cứu phương Tây, tháng 7 năm 1991, Krajina có khoảng 7.000 dân quân chính thức và khoảng 20.000 dự bị. Theo các tác giả Serbia, ngày 9 tháng 10 năm 1991, Milicija Krajina có 1.200 quân, 500 đặc nhiệm và 1.200 quân dự bị, nằm trong bảy ban nội vụ (ở Knin, Korenica, Petrinja, Vojnić, Okučani, Beli Manastir và Vukovar).
Văn phòng các đơn vị dân quân biệt lập được thành lập ngày 28 tháng 4 năm 1992. Các đơn vị phiên thành tám lữ đoàn với 24.000 quân, là giai đoạn trung gian chuyển tiếp giữa đội Phòng vệ Lãnh thổ tiến lên quân chính quy. Nhiệm vụ chính là bảo vệ biên giới. Các đơn vị này giải tán vào tháng 10 năm 1992 để thành lập quân chính quy. Lực lượng dân quân thường tồn tại đến cuối năm 1995. Ngày 5 tháng 10 năm 1994, có tổng cộng 3.850 dân quân, bao gồm 1.950 lính thường, 183 thanh tra, 591 đặc nhiệm, 422 sĩ quan và 694 lính dự bị. Ngày 1 tháng 7 năm 1996, Milicijan Krajina ở Đông Slavonia, Baranja và Tây Srem được đổi tên thành Prelaznu policiju (Cảnh sát chuyển tiếp) thành phần gồm người Serb, người Croat và các quan sát viên Liên Hợp Quốc. Ngày 15 tháng 12 năm 1997, các lực lượng này chính thức sáp nhập vào Cảnh sát Croatia.
Hệ thống tư pháp Serbia Krajina gồm: Tòa án tối cao, Tòa Hiến pháp, tòa án cấp huyện và thành phố trực thuộc trung ương. Năm 1994 thành lập Tòa án quân sự. Bên cạnh đó là các văn phòng công tố được tổ chức và hoạt động.

### Lực lượng vũ trang

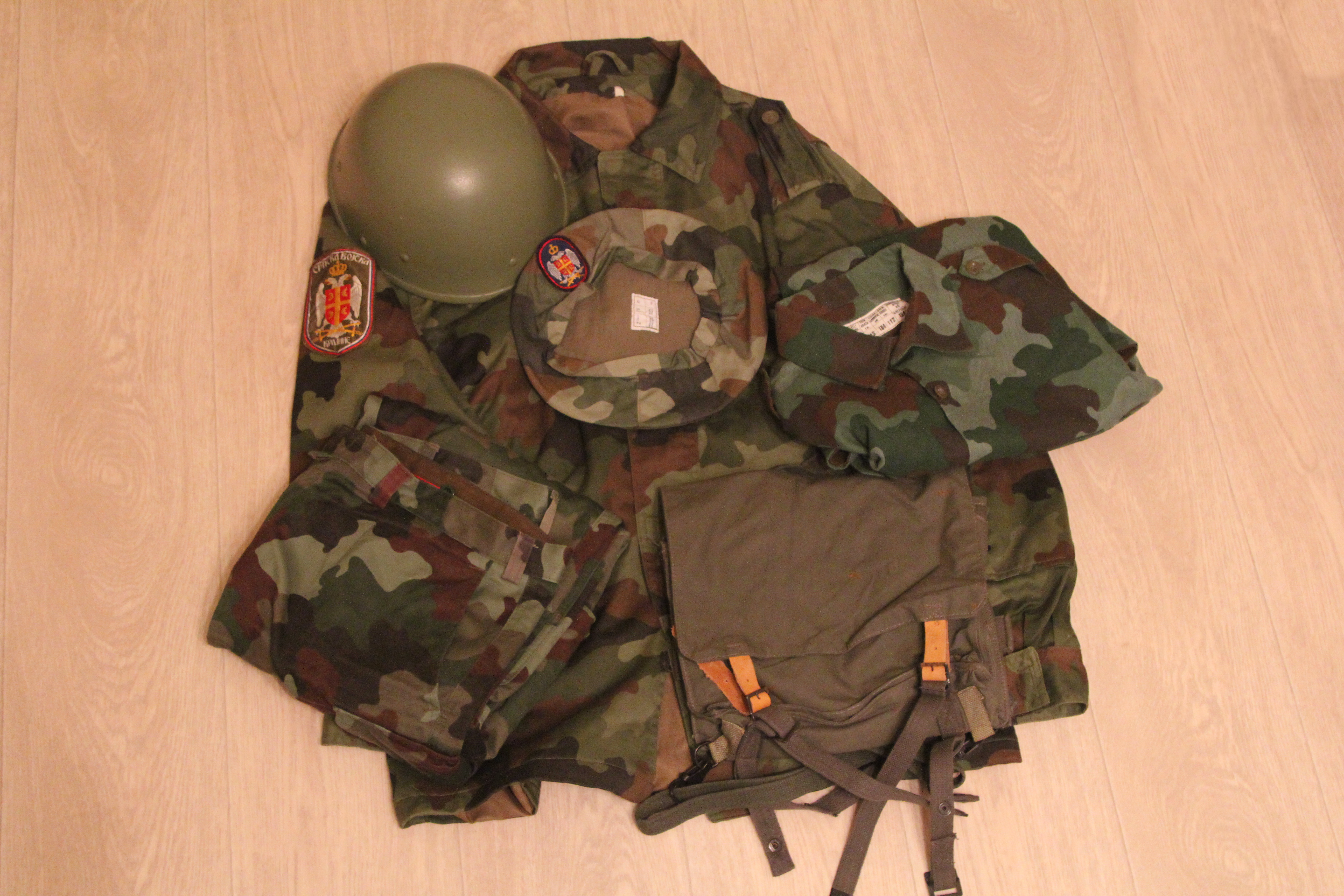
Trang bị quân phục đầy đủ trong Quân đội Serbia Krajina

Cuộc tấn công của Croatia vào cao nguyên Miljevać cho thấy lực lượng gìn giữ hòa bình sẽ không thể bảo vệ Serbia Krajina. Vì vậy, ngày 16 tháng 10 năm 1992, Quân đội Serbia Krajina SVK mang tính chính quy được thành lập. Quân đội được tạo thành bằng việc cải cách các lữ đoàn biệt lập và dân quân chuyển thành phân đội chính quy. Quân số được phối trí trong sáu quân đoàn và Bộ Tổng tham mưu. SVK gồm Bộ Tổng tham mưu, các đơn vị tham mưu, quân đoàn và phòng không không quân (Ratno vazduhoplovstvo i protivvazdušna odbrana Vojske Republike Srpske - RV i PVO). Về cơ bản, quân đoàn SVK bao gồm sở chỉ huy, một số lữ đoàn bộ binh, tiểu đoàn pháo binh, một sư đoàn chống tăng, một sư đoàn phòng không và hậu cần. Một số quân đoàn có các đơn vị đặc nhiệm, Quân đoàn 7 còn có một đoàn tàu bọc thép Krajina ekspres. Ngoại trừ Quân đoàn đặc nhiệm thành lập hè năm 1995, các quân đoàn khác đều dựa trên vùng lãnh thổ nhất định.
Hội đồng Quốc phòng Tối cao điều phối hoạt động Bộ Quốc phòng và quân đội. Hội đồng gồm tổng thống, thủ tướng, bộ trưởng quốc phòng, bộ trưởng nội vụ và tư lệnh quân đội. Hội đồng Quốc phòng Tối cao xác định vị trí quân sự, chỉ đạo phòng thủ khi bị đe dọa, điều động quân đội và các hoạt động khác phù hợp với hiến pháp và pháp luật.
Sau khi Serbia Krajina giải thể năm 1995, phần lớn vũ khí của SVK đã được chuyển đến lãnh thổ Republika Srpska và được quân đội VRS (Vojska Republike Srpske) tại đó tiếp nhận. Một số quân nhân SVK tiếp tục gia nhập VRS. Đơn vị còn lại cuối cùng là Quân đoàn 11 Đông Slavonia thành lập mùa thu năm 1995 do Nam Tư cung cấp vũ khí. Sau Hiệp định Erdut, ngày 21 tháng 6 năm 1996, Quân đoàn cuối cùng này bị giải tán và bàn giao lại vũ khí cho Quân đội Nam Tư JNA.

## Thống kê xã hội

### Kinh tế
Theo nhiều nhà nghiên cứu, trong thời kỳ xã hội chủ nghĩa, các vùng về sau trở thành Serbia Krajina đều kém phát triển hơn nhiều so với các vùng khác trên lãnh thổ Croatia. Cơ sở hạ tầng kém phát triển, tiềm năng du lịch và khối lượng đầu tư rất thấp. Trước chiến tranh, nhiều cơ sở công nghiệp ở Krajina nằm trong hệ thống công nghiệp Croatia hoặc Bosnia và Hercegovina. Chiến tranh gây thiệt hại lớn về cơ sở hạ tầng Serbia Krajina, làm gián đoạn sản xuất và giao thương. Nhiều công trình bị hư hại nặng nề. Các đòn trừng phạt kinh tế Nam Tư ảnh hưởng lớn Serbia Krajina, khiến tình hình kinh tế vốn đã khó khăn càng trở nên tồi tệ hơn.

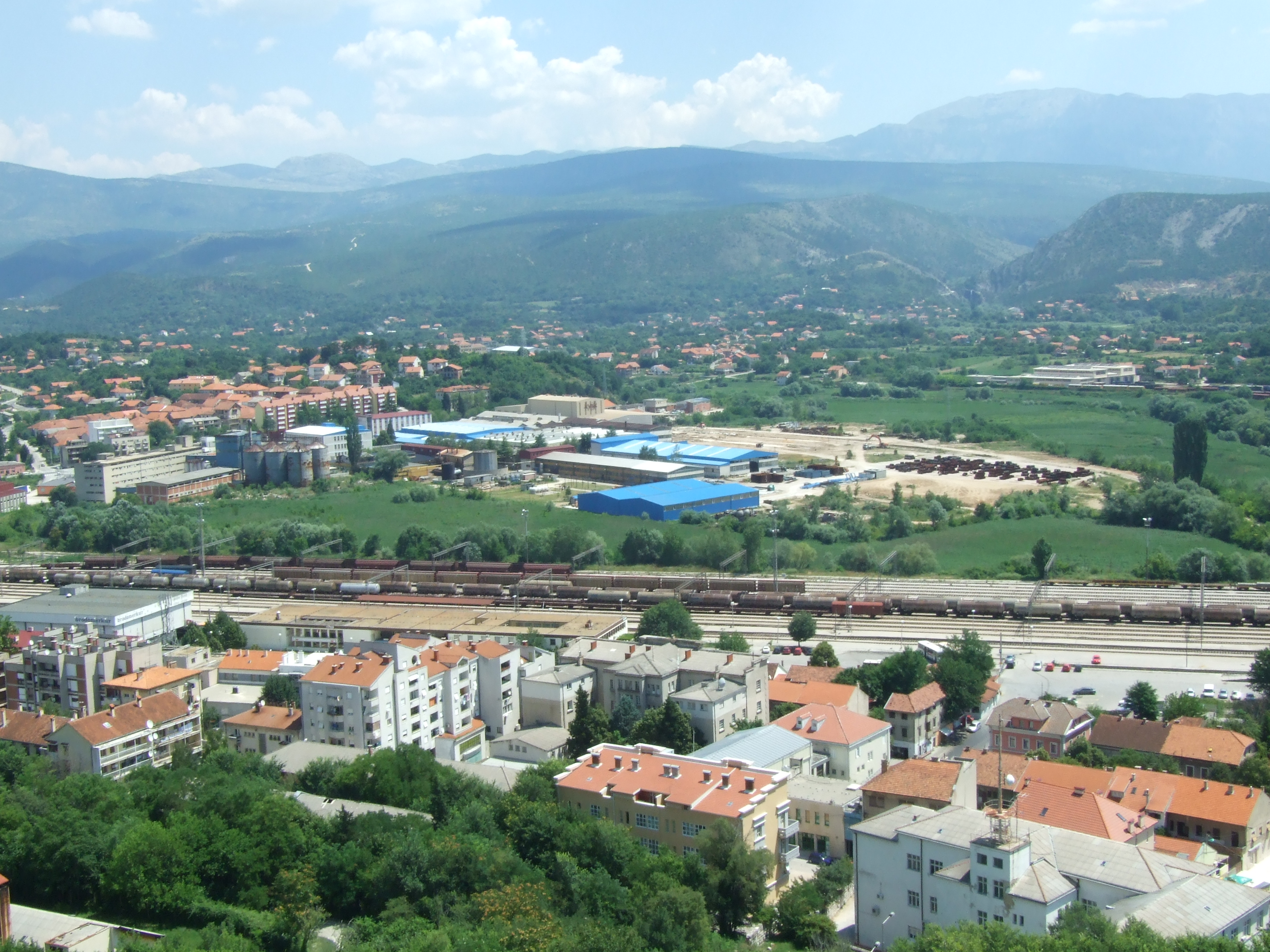
Nhà máy Tvik ở Knin

Trong quá trình thành lập nhà nước, chính quyền Krajina đề ra xây dựng nền kinh tế thông qua hợp tác chặt chẽ với Nam Tư và Serbia. Tuy nhiên, dưới các lệnh trừng phạt quốc tế, sự hỗ trợ từ Beograd bị cản trở. Nền kinh tế Serbia Krajina tiếp tục duy trì hoạt động trong thời kỳ chiến sự.
Năm 1992, chính phủ quyết định hỗ trợ các công ty thuộc sở hữu công cộng trước chiến tranh do đối mặt với khó khăn lớn. Nhà nước phát hành đồng tiền riêng - đồng dinar của Cộng hòa Serbia Krajina, nhưng do lạm phát cao, giá trị đồng tiền liên tục giảm. Siêu lạm phát bắt đầu vào năm 1993, ngân sách không thể cáng được. Đầu năm 1994, Nam Tư đổi sang tiền mới, một đồng dinar tương đương một mác Đức. Dinar Nam Tư được dùng làm đơn vị tiền tệ duy nhất ở Serbia Krajina và Srpska để ngăn chặn siêu lạm phát. Chính phủ mới của Borislav Mikelić thông qua ngân sách và bắt đầu tái thiết nền kinh tế.
Nhiều công ty Serbia Krajina cố gắng định hướng lại thị trường trong nước và sang Serbia, phần nào đạt được thành quả. Chương trình bình ổn kinh tế - tài chính được phát triển năm 1994. Hệ thống tiền tệ và tài chính hoạt động phụ thuộc hoàn toàn vào Beograd. Đất nông nghiệp 700.000 ha được sử dụng tốt. Tuy nhiên, do thiếu nhiên liệu cho máy móc và không đủ kinh phí, nông nghiệp Serbia Krajina mang lại hiệu quả thấp. Cụ thể, ở miền Đông Slavonia năm 1994, 45% diện tích đất được chuẩn bị để gieo sạ, nhưng cuối vụ chỉ thu hoạch được 30%. Diện tích 540.000 ha quỹ rừng cũng được tận dụng triệt để, với mức khai thác tăng hàng năm 1.500.000 m³ gỗ. Phương tiện truyền thông nhiều lần tuyên bố rằng nạn phá rừng ở Đông Slavonia do không có quy hoạch hay kế hoạch. Có ngành khai thác dầu nhưng không bù đắp nổi lượng thiếu hụt nhiên liệu. Dầu thô Serbia Krajina được chuyển đến Pančevo ở Nam Tư để tinh chế, sau đó bán ra trên lãnh thổ Serbia Krajina. Một phần nhiên liệu được phân bổ về cho quân đội và bộ Nội vụ.

### Văn hóa giáo dục
Tháng 6 năm 1993, chính phủ Serbia Krajina quyết định thành lập Đại học Nikola Tesla ở Knin. Trường bao gồm bốn khoa: Khoa Triết học ở Petrinja, Khoa Nông nghiệp ở Beli Manastir, Khoa Kỹ thuật và Khoa Khoa học Xã hội ở Knin. Giáo sư từ Serbia đến hỗ trợ giảng dạy cho trường.
Hệ thống giáo dục Serbia Krajina đưa vào nhà trường các môn học: ngôn ngữ và văn học Serbia, lịch sử, địa lý, âm nhạc, văn hóa nghệ thuật, tự nhiên xã hội và nghiên cứu tôn giáo. Viện Sách giáo khoa và Hỗ trợ Giảng dạy, Beograd (Zavod za udžbenike i nastavna sredstva Beograd) hỗ trợ in sách giáo khoa. Từng học sinh và toàn bộ trường học nhận được hỗ trợ nhân đạo từ Serbia. Con cái liệt sĩ được nhận sách miễn phí. Ngoài Serbia, Hy Lạp và Nga cũng hỗ trợ đáng kể cho hệ thống giáo dục Serbia Krajina.
Mùa hè năm 1993, Viện Hàn lâm Khoa học và Nghệ thuật Serbia giúp đỡ thành lập Thư viện Quốc gia Serbia Krajina. Ngày 16 tháng 6, thành lập Nhà hát Quốc gia tại Knin. Ban nhạc tham gia các lễ hội âm nhạc tại Serbia Krajina cùng với sự góp mặt của các ban nhạc Srpska và Serbia. Sau đó, trung tâm phim tài liệu Krajina được thành lập ở Knin. Nhiều sự kiện văn hóa được tổ chức tại Văn thể quân đội SVK, đặc biệt là ở Knin, Benkovac, Petrinja, Glina và Beli Manastir. Bên cạnh đó, các sự kiện văn hóa cũng diễn ra cho toàn xã hội. Viện bảo tàng cũng được dự định lên chương trình thành lập. Các hoạt động bảo tàng được tổ chức tại Knin (Pháo đài Knin), Benkovac (Kaštel Benković), Petrova Gora, Topusko, Vukovar (Lâu đài Bá tước Elc) và Beli Manastir.
Đài Phát thanh-Truyền hình Quốc gia Serbia Krajina phát sóng ra Benkovac, Knin, Gracanica, Korenica, Slunj, Vrginmost, Petrinja, Okucani, Vukovar, Borovo Selo, Mirkovci và Beli Manastir. Cuối năm 1993, nằm trong chiến dịch tranh cử của Milan Martić, chương trình "Truyền hình trên Plitvice" được Nam Tư hỗ trợ phát sóng.
Sau khi Serbia Krajina sụp đổ tháng 8 năm 1995, nhiều học sinh sinh viên tiếp tục theo học tại Serbia. Mùa thu năm 1995, Giáo dục Serbia ghi nhận 15.900 học sinh tiểu học, 6.100 học sinh trung học và 1.890 sinh viên từ các gia đình tị nạn Serbia Krajina.

### Y tế
Trước chiến tranh, chương trình Chăm sóc sức khỏe Croatia bao phủ cả khu vực Krajina, do một quỹ duy nhất có trụ sở tại Zagreb. Ngân sách dành cho chăm sóc sức khỏe Krajina không đủ trang trải những nhu cầu lớn hơn. Tại Krajina, chương trình này có 9 trung tâm chăm sóc sức khỏe (Knin, Benkovac, Obrovac, Gračac, Korenica, Donji Lapac, Dvor na Uni, Kostajnica, Vrginmost, Vojnić) và 3 trung tâm y tế (Knin, Glina, Petrinja). Tỷ lệ cứ 1.412 người thì có một bác sĩ. Mức thấp nhất là ở Knin (532) và Petrinja (554), còn cao nhất ở Vojnić với tỷ lệ 2.233 người. Serbia Krajina 1.338 giường bệnh, tương đương 4,53 giường trên 1.000 dân.
Vào đầu chiến sự năm 1991, dịch vụ y tế tại SAO Krajina được cải tổ theo hướng tự chủ và hợp tác với Bosnia và Hercegovina, Nam Tư. Mùa thu năm 1991, hai trung tâm y tế được thành lập ở Knin (Dalmatia và Lika) và Glina (Kordun và Banija). Dịch vụ chú trọng cho những người tị nạn từ các khu vực nằm dưới sự kiểm soát của quân đội ZNG (Zbor narodne garde - Đoàn Phòng vệ Quốc gia), tổng số khoảng 100.000 người. Trong suốt chiến tranh, Học viện Quân y Beograd và các tổ chức nhân đạo cũng như Giáo hội Chính thống giáo Serbia đã hỗ trợ rất nhiều cho các y bác sĩ Serbia Krajina.

### Thể thao
Ngày 28 tháng 9 năm 1992, luật Văn hóa Thể chất được thông qua. Sau đó, các liên đoàn chuyên nghiệp được thành lập như bóng đá ở Srb, bóng rổ ở Knin, bóng chuyền ở Vukovar, bóng ném ở Beli Manastir, cờ vua ở Borovo naselje,... Ngày 11 tháng 2 năm 1995, Ủy ban Olympic của Cộng hòa Serbia Krajina được thành lập tại Benkovac. Thể thao giữa Serbia Krajina, Srpska và Serbia đã hợp tác thành công tốt đẹp dưới sự nỗ lực của các đoàn thể Nam Tư và Sprska. Từ năm 1992 đến 1995 cũng có một giải bóng đá tại Serbia Krajina với câu lạc bộ nổi tiếng nhất là "Dinara" của Knin. Do bị phong tỏa mọi mặt nên thể thao Serbia Krajina trên trường quốc tế cũng phản ánh giống như vị thế chính trị.
Trong suốt chiến tranh vẫn diễn ra các hoạt động thể thao. Đội Krajina tham gia Giải vô địch các môn thể thao mùa đông của Quân đội Cộng hòa Srpska tại Jahorina. Vận động viên karate đến từ Petrinja tham gia giải vô địch karate Nam Tư. Một số giải marathon được tổ chức, trong đó nổi tiếng nhất là cuộc đua Banja Luka-Knin dài 320 km.
Ngày 22 tháng 5 năm 1993, diễn ra trận bóng đá giao hữu giữa đội tuyển Quân đội Serbia Krajina và Quân đội Republika Srpska. Hàng nghìn khán giả đến sân cổ vũ, trong số đó có Thủ tướng Serbia Krajina Đorđe Bjegović và Chỉ huy quân đội tướng Mile Novaković. Cầu thủ hai đội đều là quân nhân trên chiến trường.

## Tình hình hiện tại
Năm 2005, các đại biểu Quốc hội Cộng hòa Serbia Krajina trước đây thành lập Chính phủ Cộng hòa Serbia Krajina lưu vong nhưng cho đến nay vẫn chưa có bất kỳ ảnh hưởng lớn nào đối người tị nạn từ Serbia Krajina cũng như tác động tới Chính phủ Cộng hòa Serbia.
Bộ trưởng chính phủ lưu vong đầu tiên là Milorad Buha. Chính phủ vẫn có sáu bộ trưởng. Chính phủ lưu vong tuyên bố có ý định thực hiện dựa trên "Kế hoạch Z-4" với mục tiêu cuối cùng là để người Serb ở Croatia được "nhiều quyền tự trị hơn, thấp hơn độc lập". Chính phủ này cũng công nhận nền độc lập của Abkhazia và Nam Ossetia lưu vong.